# آشوريون/سريان/كلدان
الآشوريون/السريان/الكلدان (السريانية: ܣܘܪ̈ܝܐ، آشورايي/ سُريويي) هم مجموعة قومية دينية ساميّة تسكن في شمال ما بين النهرين في العراق وسوريا وتركيا وإيران، كما توجد أعداد أخرى في المهجر في الولايات المتحدة ودول أوروبا وخاصةً بالسويد وألمانيا. ينتمي أفراد هذه المجموعة العرقية إلى كنائس مسيحية سريانية متعددة ككنيسة السريان الأرثوذكس والكاثوليك والكنيسة الكلدانية وكنيسة المشرق. كما يتميزون بلغتهم الأم السريانية وهي لغة سامية شمالية شرقية نشأت كإحدى لهجات الآرامية في مدينة الرها.
المناطق القبلية التي تشكل الوطن الآشوري هي أجزاء من شمال العراق الحالي (سهل نينوى ومحافظة دهوك)، وجنوب شرق تركيا (هكاري وطور عبدين)، وشمال غرب إيران (أرومية) وشمال شرق سوريا (محافظة الحسكة). وهاجرت الغالبية إلى مناطق أخرى من العالم، بما في ذلك أمريكا الشمالية وبلاد الشام وأستراليا وأوروبا وروسيا والقوقاز خلال القرن الماضي. نشأت الهجرة بسبب أحداث مثل مذابح ديار بكر والإبادة الجماعية السريانية (بالتزامن مع الإبادة الجماعية للأرمن واليونانين) خلال الحرب العالمية الأولى من قبل الحكومة العثمانية والقبائل الكردية المتحالفة ومذبحة سيميل في العراق عام 1933 والثورة الإسلامية الإيرانية عام 1979، سياسات البعثيين القوميين العرب في العراق وسوريا، وصعود تنظيم الدولة الإسلامية (داعش) واستيلائها على معظم سهل نينوى.
يعتقد الآشوريون/الكلدان/السريان بانحدارهم من عدة حضارات قديمة في الشرق الأوسط أهمها الآشورية والآرامية، وهي واحدة من أقدم الحضارات في العالم، ويعود تاريخها إلى 2500 قبل الميلاد في بلاد ما بين النهرين القديمة. كما يعتبرون من أقدم الشعوب التي اعتنقت المسيحية في بلاد ما بين النهرين وذلك ابتداءً من القرن الأول الميلادي، فساهموا في تطور هذه الديانة لاهوتياً ونشرها في مناطق آسيا الوسطى والهند والصين. وعملت الانقسامات الكنسية التي حلت بهم على انفصالهم إلى شرقيين (آشوريون وكلدان) وغربيين (سريان) كما حدثت اختلافات لغوية بين السريانية الخاصة بالمشارقة وتلك الغربية. كما ساهموا في ازدهار الحضارة العربية الإسلامية في بلاد المشرق وخاصةً في عهد الدولة الأموية والعباسية. غير أن المجازر التي حلت بهم ابتداءً بتيمورلنك في القرن الرابع عشر مروراً ببدر خان بداية القرن التاسع عشر أدت إلى تناقص أعدادهم كما تقلص عددهم بأكثر من النصف بسبب المذابح السريانية عشية الحرب العالمية الأولى. وشهد النصف الثاني من القرن العشرين هجرة العديد منهم إلى دول أوروبا وأمريكا، كما أدت الثورة الإسلامية الإيرانية عام 1979، السياسات البعثية العربية القومية في العراق وسوريا، وحرب العراق والانفلات الأمني الذي تبعها كصعود تنظيم الدولة الإسلامية (داعش) واستيلاءها على معظم سهل نينوى إلى تقلص أعدادهم بشكل كبير في العراق بعد نزوح مئات الآلاف منهم إلى دول الجوار وخاصةً سوريا.

## التاريخ

### الاستمرارية الآشورية
هناك اتجاه عام لدى الباحثين لاعتبار أن الآشوريين الحاليين انحدروا أصلا من الآشوريين الذين كونوا الإمبراطورية الآشورية، فهنري ساغس أحد أهم علماء الآشوريات ذكر أن:
 كما يوضح سيمو بربولا أن اكتشاف رقم آرامية تحتوي على أسماء آشورية في منطقة الخابور بسوريا بعد سقوط نينوى بقرون يؤكد وجود قرى آشورية بتلك المنطقة. كما دعم هذا الرأي كل من عالم الإيرانيات ريتشارد فراي وعالما آثار القرن التاسع عشر أوستن لايارد وهرمز رسام، بينما يقبل عالم الآشوريات روبرت بيغس هذه الفرضية بحذر ويرفضها باحث تاريخ الشرق الأدنى روبرت بيكر.

### الإمبراطورية الآشورية والآراميون

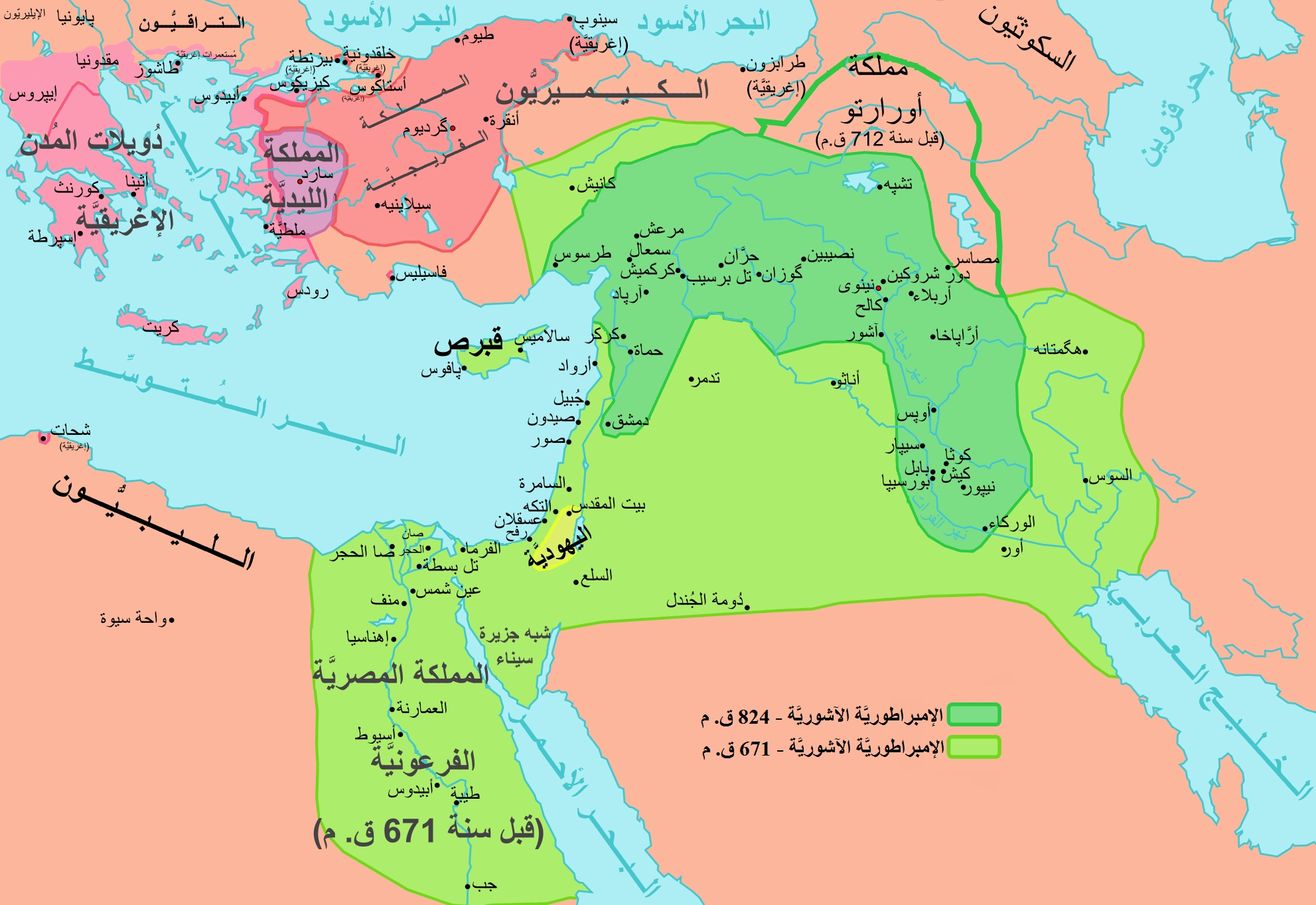
توسعات الإمبراطورية الآشورية.

وعموما فبحسب رأي أغلب الباحثين فإن الآشوريين القدماء أقوام سامية عاشت في أعالي بلاد ما بين النهرين. ويعود تاريخ إنشاء أقدم مستوطنة في المنطقة إلى 6,000 ق.م. في تل حسونة مسافة 35 كم جنوب الموصل. كما سيطرت على هذه المنطقة حضارات السومريين والأكديين والميتانيين. ويعود أقدم ذكر لملك آشوري إلى القرن 23 قبل الميلاد وبرزت الإمبراطورية كقوة إقليمية في عهد شمشي أدد الأول.
لا يعرف بالتحديد أصل الآراميين، حيث ظهروا كأقوام بدوية أو شبه بدوية في مناطق بادية الشام مرورا بجبال لبنان والجزيرة السورية. وجاء أول ذكر لهم جاء في وثائق آشورية في عهد الملك الآشوري تغلث فلاسر الأول حوالي 1,100 فذكروا تحت مسمى أحلامي آرامايي أي «آراميي أحلامو»  وقد تمكن هؤلاء من التغلغل إلى الدولة الآشورية كما استطاعوا السيطرة على عرش بابل وعلى المدن الحيثية الهامة شمالي سوريا ك-«يعديا سمعل» و«حماث» (حماة) وكونوا عدة ممالك كما في آرام دمشق وأرباد وآرام نهرين. غير أن الآشوريين سرعان ما اجتاحوا أراضيهم. وقاموا بسبيهم باعداد كبيرة.
أدى احتلال الآشورين لدول مدائن الآرامية في سوريا وتحويل عدد من سكانها إلى أعالي بلاد الرافدين إلى تزاوج هؤلاء مع سكانها الآشوريين وأصبحت الآرامية بحلول القرن الثامن ق.م. هي اللغة الرئيسية في الإمبراطورية.
بدأت هذه الإمبراطورية بالانحلال في القرن السابع ق.م. فتمكن الميديون والبابليون من إسقاط نينوى سنة 612 ق.م. ومن ثم آخر معاقل الآشوريين بحاران سنة 609 ق.م.

### بين سقوط نينوى وظهور المسيحية
أصبحت معظم أجزاء الإمبراطورية الآشورية جزءاً من الإمبراطورية البابلية الثانية خلال فترة حكم نبوخذنصر، غير أن الأخمينيين سرعان ما أسقطوها وكونوا إمبراطورية بقيادة قورش الكبير امتدت من الهند إلى صحراء ليبيا شرقاً. وخلال تلك الفترة أصبحت آشور (آثورا "ܐܬܘܪܐ" بالفارسية القديمة) إحدى الساترابات الأخمينية، وشملت معظم أجزاء وسط وشمال العراق والجزء الشرقي من سوريا. واحتلت أهمية خاصة، فأصبحت إحدى أكثر الولايات البارثية ازدهاراً، كما أصبحت آراميتها اللغة الرسمية للإمبراطورية، فعرفت اللغة الآرامية بتلك الفترة بـ«الآرامية الإمبراطورية». وبالرغم من قيام الآشوريين بثورة للحصول على استقلالهم سنة 520، إلا أن هذه الفترة شهدت بشكل عام نمواً اقتصادياً وأدبياً.
أصبحت مدن آثورا مسرحاً للمعارك بين المقدونيين بقيادة الإسكندر المقدوني والأخمينيين بمنتصف القرن الرابع قبل الميلاد، فوقعت فيها معركة غوغميلا سنة 331 ق.م. وبالتحديد في السهل الواقع بين أربيل والموصل، وانتهت هذه المعارك بانتصار ساحق للمقدونيين وسيطرتهم على المنطقة. وبعد وفاة الإسكندر تنازع عليها خلفائه سلوقس الأول وأنتيغونوس الأول مونوفثالموس، فتمكن سلوقس بالنهاية من ضمها إلى الإمبراطورية السلوقية. استمرت هيمنة الحضارة الهيلينية على المنطقة حتى نهاية القرن الثالث قبل الميلاد، عندما ظهرت الإمبراطورية البارثية، فشكّل البارثيون ساتراب آشورستان وعاصمتها مدينة أربيل، وضٌمت بابل لاحقاً إلى هذا الساتراب وأصبحت قطيسفون عاصمة لآشورستان وللإمبراطورية البارثية على حد سواء.

### ظهور المسيحية السريانية

مناطق انتشار المسيحية السريانية تاريخيا وحديثا.

أدى انهيار الإمبراطورية السلوقية إلى سيطرة الإمبراطورية الرومانية على المناطق الواقعة غرب الفرات بينما سيطر البارثيون على المناطق الواقعة شرقي الفرات فتشكلت في المناطق الحدودية عدة ممالك سريانية وعربية شبه مستقلة تابعة لهاتين الإمبراطوريتين مثل حدياب والرها وتدمر والحضر. واعتنق أهل هذه الممالك ديانات تأثرت بديانات وادي الرافدين والفرس، كما تغلغلت اليهودية إلى حدياب فاعتنق ملكها إيزاط وزوجته هيلينا الديانة اليهودية في أوائل القرن الأول، غير أن الحدث ذو التأثير الأعمق كان دخول المسيحية إلى الرها الذي يذكر التقليد السرياني أن الملك أبجر الخامس راسل يسوع لكي يزور مملكته ويشفيه غير أن الأخير رد بإرسال أحد تلاميذه الاثنان والسبعون فانتشرت المسيحية فيها. وبغض النظر عن صحة هذه الرواية فقد أصبح للمسيحية وجود ملموس في كل من حدياب والرها بنهاية القرن الأول، فأصبح مار أداي أسقفا على الرها بحلول عام 100 ورسم بقيذا نفسه أسقفا على حدياب سنة 104. وخلال القرنين الثاني والثالث نشأت بالإضافة إلى المسيحية عدة ديانات غنوصية في تلك الأنحاء كالمانوية ومنها انتشرت إلى فارس ووسط آسيا.
بلغت المسيحية السريانية عصرها الذهبي في القرن الرابع والخامس بظهور ملافنة مثل أفرام السرياني ونرساي وغيرهم، واعتبرت المدارس السريانية في الرها ونصيبين من أهم المراكز التعليمية في تلك الفترة، حتى توصف مدرسة نصيبين أحيانا بأنها أقدم جامعة في التاريخ. كما تمت ترجمة الإنجيل والتناخ إلى السريانية بالنسخة المعروفة بالبشيطتا والتي تعد من أقدم النسخ المحفوظة للإنجيل، وكتبت العديد من التفاسير وكتب الألحان مثل بيث غازو (ܒܝܬ ܓܙܐ بيث گازو) والذي لا يزال يستعمل حتى اليوم في الكنائس السريانية الغربية.
أدت خلافات بين كيرلس الأول بطريرك الإسكندرية ونسطور بطريرك القسطنطينية إلى حرمان الأخير كنسيا في مجمع أفسس الأول سنة 431 وأُعتبرت تعاليمه هرطقة فانقسم السريان بين مذهبي كيرلس ونسطور، وأدى دعم البيزنطيين لكيرلس واضطهادهم للنساطرة إلى هجرة هؤلاء إلى الإمبراطورية الساسانية وخصوصا إلى أربيل وقطسيفون كما قام الساسانيون بدورهم باضطهاد الموالين للبيزنطيين فانتقلوا إلى غرب الفرات، فانقسم السريان منذ ذلك الحين إلى مشارقة «نساطرة» (نسبة إلى نسطور)، ومغاربة «يعاقبة» (نسبة إلى يعقوب البرادعي) كما أدت الخلافات اللاحقة في مجمع خلقيدونية إلى انشقاق الكنائس الأرثوذكسية المشرقية عن الكنائس الغربية (الأرثوذكسية الشرقية والكاثوليكية لاحقًا) وسمي السريان الذين تبعوا الإمبراطور البيزنطي وانشقوا عن الكنيسة السريانية بالملكيين نسبة إلى كلمة "ܡܠܟܝܐ" ملكايا بالسريانية والتي تعني «أتباع الملك»، ومنهم الروم الأرثوذكس والكاثوليك الذين اندمجوا بالثقافة اليونانية وأصبحوا لاحقًا يعرفون بالروم الأرثوذكس.

### الخلافة العربية الإسلامية

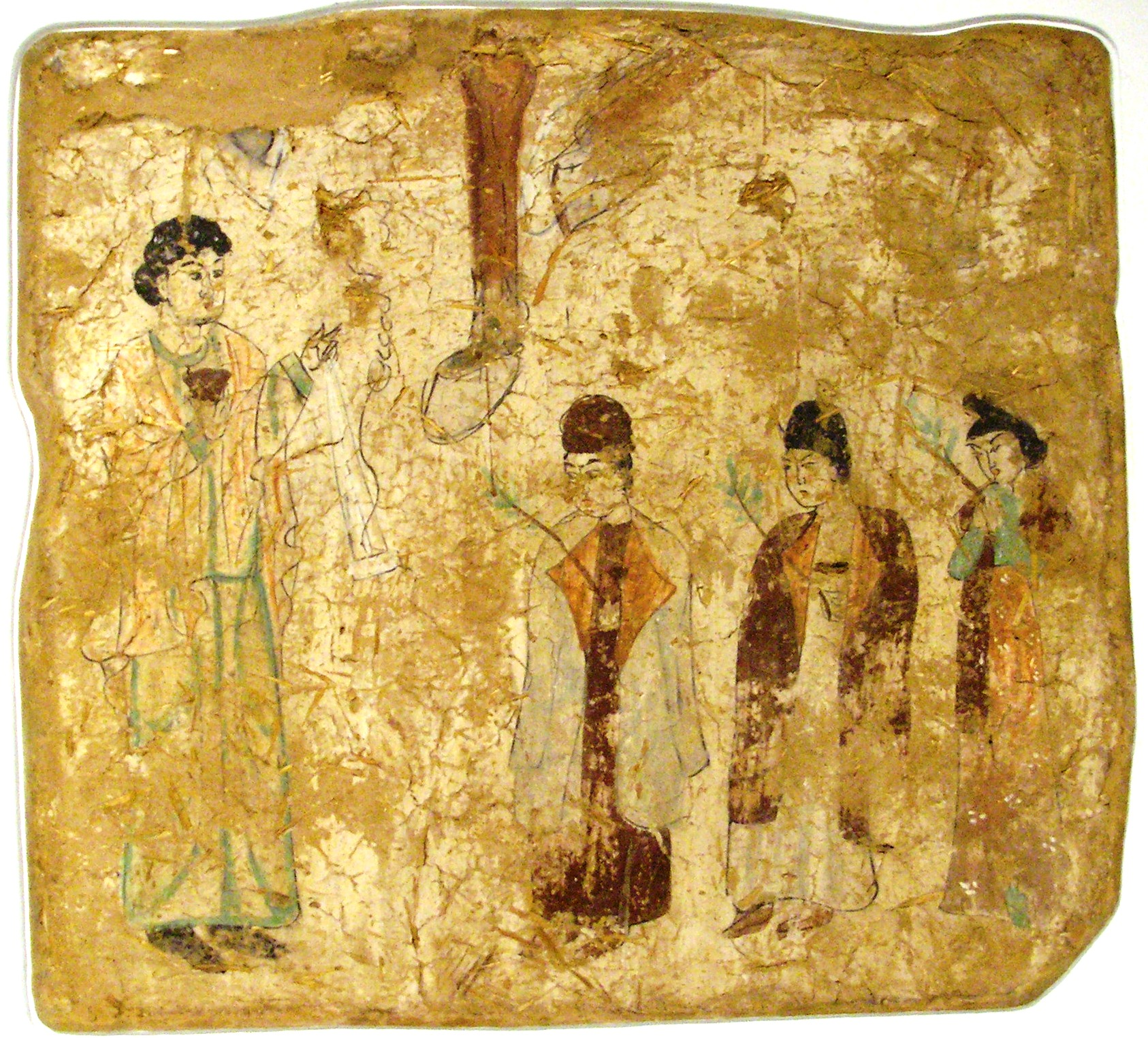
راهب نسطوري يحتفل مع ثلاثة من رفاقه الرهبان الصينيين بأحد السعانين. لوحة تعود إلى القرن السابع أو الثامن في الصين.

شهدت المنطقة خلال القرن السابع عدة أحداث ساهمت في تغيير الواقع السياسي بشكل كبير، فبعد الحرب الساسانية-البيزنطية التي استمرت أكثر من ربع قرن بدأت الجيوش الإسلامية تحت قيادة الخلفاء الراشدون باجتياح بلاد الشام والعراق التي أصبحتا تحت حكمهم بحلول سنة 640. وقد رحب الآشوريون السريان بقدوم المسلمين الذين لم يحدوا من حريتهم الدينية كما فعل البيزنطيون الساسانيون بشكل عام، كما كان للتقارب اللغوي بين العربية والسريانية سببا آخر لتقارب الشعبين. وفرضت على مسيحيي الخلافة الإسلامية ضريبتا الجزية والخراج وأعفوا من الالتحاق بالجيوش الإسلامية، غير أنهم منعوا من نشر المسيحية داخل أراضي الدول الإسلامية. اتسمت هذه الفترة عموما بالتسامح الديني ما خلا فترات حكم بعض الخلفاء مثل عمر بن عبد العزيز الذي فرض ضرائب طائلة على المسيحيين وسن عليهم قيودا في الملبس والتنقل. وقام بعض الرهبان النساطرة الآشوريين بالسفر إلى أواسط آسيا والصين لنشر المسيحية فيها بسبب القيود التي فرضت على نشر المسيحية بين المسلمين في المشرق، فازدهرت كنيسة المشرق في تلك البقاع واعتنقت أعداد كبيرة من الفرس والترك والهنود والصينيين والمغول الديانة المسيحية، وأصبحت كنيسة المشرق إحدى أكثر الفروع المسيحية انتشارًا، ووصلت أوج قوتها بين القرنين السادس والرابع عشر حيث كانت حينئذ أكبر كنيسة انتشاراً جغرافياً ممتدة من مصر إلى البحر الأصفر.
قام بعض الرهبان النساطرة بالسفر إلى أواسط آسيا والصين لنشر المسيحية فيها بسبب القيود التي فرضت على نشر المسيحية بين المسلمين في المشرق، فازدهرت كنيسة المشرق في تلك البقاع واعتنقت أعداد كبيرة من الترك والهنود والصينيين وخصوصا المنغول الديانة المسيحية وأصبحت كنيسة المشرق إحدى أكثر الفروع المسيحية انتشارا. كما نشط السريان في الترجمة من اليونانية إلى السريانية ومن ثم للعربية وخاصةً في عهد الدولة العباسية حيث كان معظم المترجمين في بيت الحكمة من اليعاقبة والنساطرة وقد برزوا أيضا بالطب والعلوم والرياضيات والفيزياء فاعتمد عليهم الخلفاء، ومن أبرز العلماء والأطباء في تلك الفترة أسرة بختيشوع الذين خدموا كأطباء للخلفاء العباسيين وكان منهم جبريل بن بختيشوع وبختيشوع بن جبريل ويوحنا بن بختيشوع وأبو سعيد عبيد الله بن بختيشوع، ويوحنا بن ماسويه مدير مشفى دمشق خلال خلافة هارون الرشيد، وحنين بن إسحاق المسؤول عن بيت الحكمة وديوان الترجمة وابنه إسحاق بن حنين، وحبيش بن الأعسم، ويحيى بن البطريق، ومتى بن يونس، وأسطفان بن باسيل، ويحيى بن عدي وغيرهم. وأصبحت بغداد عند إنشأها مركزاً لكنيسة المشرق وكان بطاركتها غالبا ما ينادمون الخلفاء العباسيون. غير أن فترة الازدهار هذه بدأت بالانحسار بوهن الدولة العباسية وانتهت بسقوط بغداد سنة 1258 وسيطرة القبائل المنغولية والتركية على المنطقة.

### الدولة العثمانية

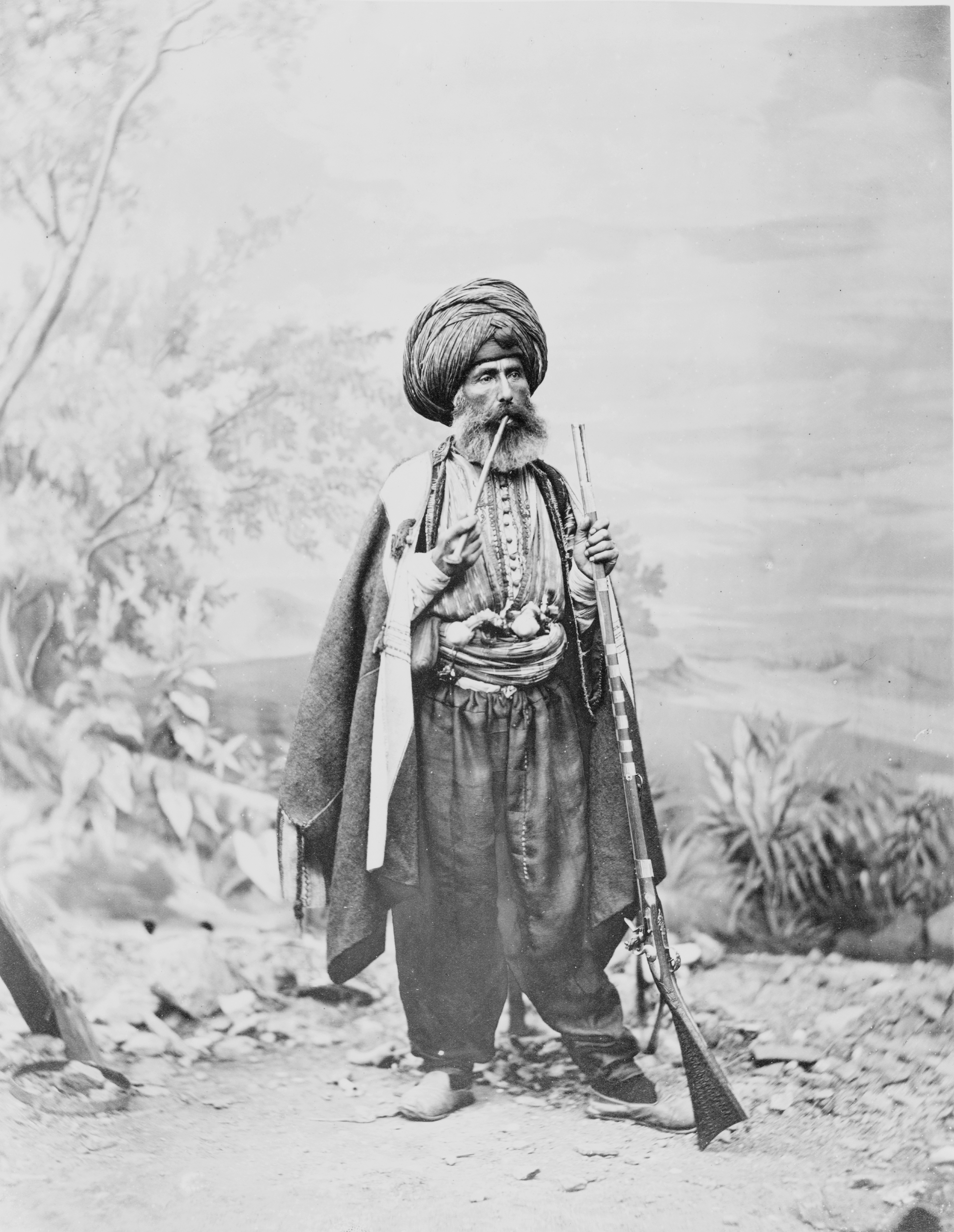
رجل كلداني بملابس عثمانية تقليدية. القسطنطينية عام 1869.

بعد سقوط الدولة العباسية سيطر المنغول على المنطقة وكان حكام الخانات على العموم متسامحين مع المسيحيين وذلك لكون زوجاتهم مسيحيات. غير أن الوضع اختلف بمجيء تيمور لنك، حيث قام الأخير بعدة حملات استهدفت المسيحيين في بلاد فارس وبلاد ووسط العراق فقتل العديدون واعتنق آخرون الإسلام ما أدى إلى انقراض المسيحية السريانية في تلك المناطق، وانتقلت أعداد أخرى منهم من المراكز الحضرية إلى البلدات والقرى النائية في سهل نينوى وجبال أورميا وحكاري وطور عابدين. كما أدت سيطرة قبائل تركية كالخروف الأسود والخروف الأبيض على شمالي بلاد الرافدين وإقامة عدة إمارات بالموصل وماردين إلى تأخر تلك المناطق وانعدام الأمن بها.
وبحلول القرن السادس عشر أتم العثمانيون سيطرتهم على المنطقة وبالرغم من عدم الأعتراف بكنيسة المشرق والكنيسة السريانية الأرثوذكسية كملل رسمية إلا أنهم غالبا ما مثلوا في الباب العالي عن طريق الأرمن الذين حازوا على هذا الحق. واستمر هذا الوضع حتى أواخر القرن التاسع عشر عندما أُعترف بكل من الكنيسة الكلدانية والسريان الأرثوذكس كملل رسمية.

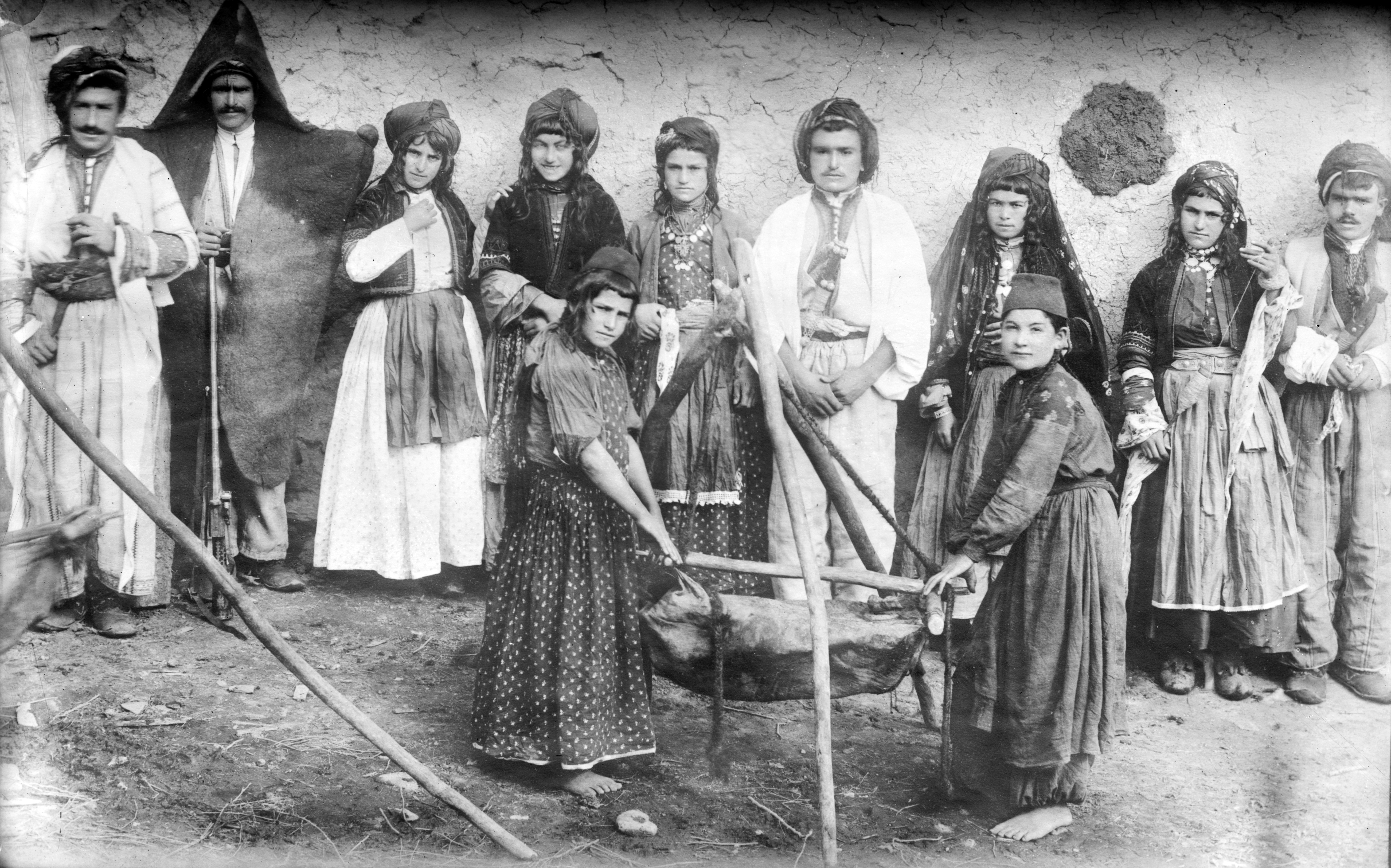
آشوريون في أورميا، أواخر القرن التاسع عشر.

أدت الخلافات على وراثة كرسي بطركية كنيسة المشرق إلى انفصال الراهب يوحنا سولاقا من كنيسة المشرق سنة 1552 بدعم من اتصالاته بالكاثوليك البرتغاليين في الهند وتبعه عدد كبير من الرهبان فكون كنيسة جديدة أطلق عليها بابا روما تسمية الكنيسة الكلدانية الكاثوليكية لتفريقها من كنيسة المشرق. أدى هذا الانقسام إلى انتشار المذهب الكلداني بين سكان المدن في الموصل وسعرت وآمد وسبسطية وغيرها، بينما اقتصر وجود كنيسة المشرق على المناطق الجبلية في حكاري وأورميا وارتبط لقب البطريركية فيها بعائلة شيمون منذ القرن الثامن عشر وحتى أنتخاب مار دنخا الرابع خنانيا سنة 1976. كما أدى نشاط اليسوعيون بين السريان الغربيين إلى تحويل عدد منهم إلى الكاثوليكية خلال القرن الثامن عشر فانشقت بذلك الكنيسة السريانية الكاثوليكية عن الكنيسة السريانية الأرثوذكسية وأصبح ميخائيل الثالث جروة أول بطريرك لها سنة 1783 وانتقل إلى لبنان حيث أسس دير الشرفة الذي أصبح مركزا له.
تمتع آشوريو المناطق الجبلية في حكاري بجنوب شرق تركيا حاليا بحكم شبه مستقل بقيادة بطاركتهم المنحدرين من عائلة شمعون. وغالبا ما تبعوا اسميا الإمارات الكردية أو الدولة العثمانية. غير أن الكلدان والسريان الذين قطنوا سهل نينوى وطور عبدي كانوا عرضة لهجمات عديدة من قبل الأمراء الأكراد. ولعل أخطر تلك الهجمات حدثت عند انشغال العثمانيين بمحاربة محمد علي في سوريا فقام أمير سوران محمد الراوندوزي بمهاجمة ولاية الموصل فلم يستطع واليها مقارعته فتمكن من ضم عقرة والعمادية إلى إمارته وقتل سكانها المسيحيين، كما هاجم قرى شمال سهل نينوى كألقوش وتلكيف وتللسقف وغيرها سنة 1828. وبعد أن قضى على إمارة اليزيديين في سنجار هاجم قرى طور عابدين سنة 1834 ودمر العديد منها، غير أن العثمانيون سرعان ما اسقطوا هذه الإمارة بعد أن بدأت تهدد المدن الكبرى كالموصل وحلب.
كما تكرر الأمر سنة 1843 عندما هاجم بدر خان أمير بهدان قرى الآشوريين في حكاري وبرواري بعد أن رفضوا دعمه في الهجوم على العمادية وقام بمذابح ذهب ضحيتها عشرات الآلاف ولم تتدخل الدولة العثمانية إلا بعد إلحاح من بريطانيا وفرنسا.

### التاريخ الحديث
بحلول أواخر القرن التاسع عشر انفصلت معظم المناطق التابعة للعثمانيين في أوروبا وبدأت المشاعر القومية بالتغلغل بين أبناء القوميات الأخرى كالعرب والأرمن والآشوريين/السريان/الكلدان فحاول العثمانيون أتباع سياسة التتريك كرد فعل وعومل مواطنوها المسيحيون خاصة بريبة على أساس قربهم الديني من أوروبا، فحدثت عدة مجازر استهدفت المسيحيين في الفترة 1894-1896 عرفت بالمجازر الحميدية، تركت أثرها على السريان خلال مجازر ديار بكر في تلك الولاية التي شكلوا معظم مسيحييها.

#### سيفو وسميل

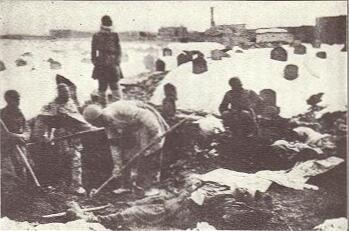
آشورين يدفنون قتلاهم أثناء نزوحهم من أورميا نحو العراق، 1918.

بقيام الحرب العالمية الأولى وتحالف بعض الأرمن مع الروس ضد الدولة العثمانية قرر قادتها تغيير ديمغرافية شرق الأناضول بترحيل وقتل سكانها المسيحيون. وابتداءً من ربيع 1915 هوجمت قرى حكاري من قبل العشائر الكردية المتحالفة مع العثمانيين فقتل الآلاف ونزح الباقون إلى أورميا الواقعة تحت النفوذ الروسي حينها، كما قام العثمانيون بمهاجمة قرى ومدن ولاية ديار بكر وخاصة سعرت وآمد فقتل معظم السريان والكلدان بها. وفي خريف 1915 تمت مهاجمة قرى طور عابدين وقتل وتهجير السريان بها. وبعد قيام الثورة البلشفية وانسحاب روسيا من الحرب هاجم العثمانيون والأكراد قرى أورميا في إيران حاليا فنزح آشورييها إلى العراق وقتل من قرر البقاء فيها.

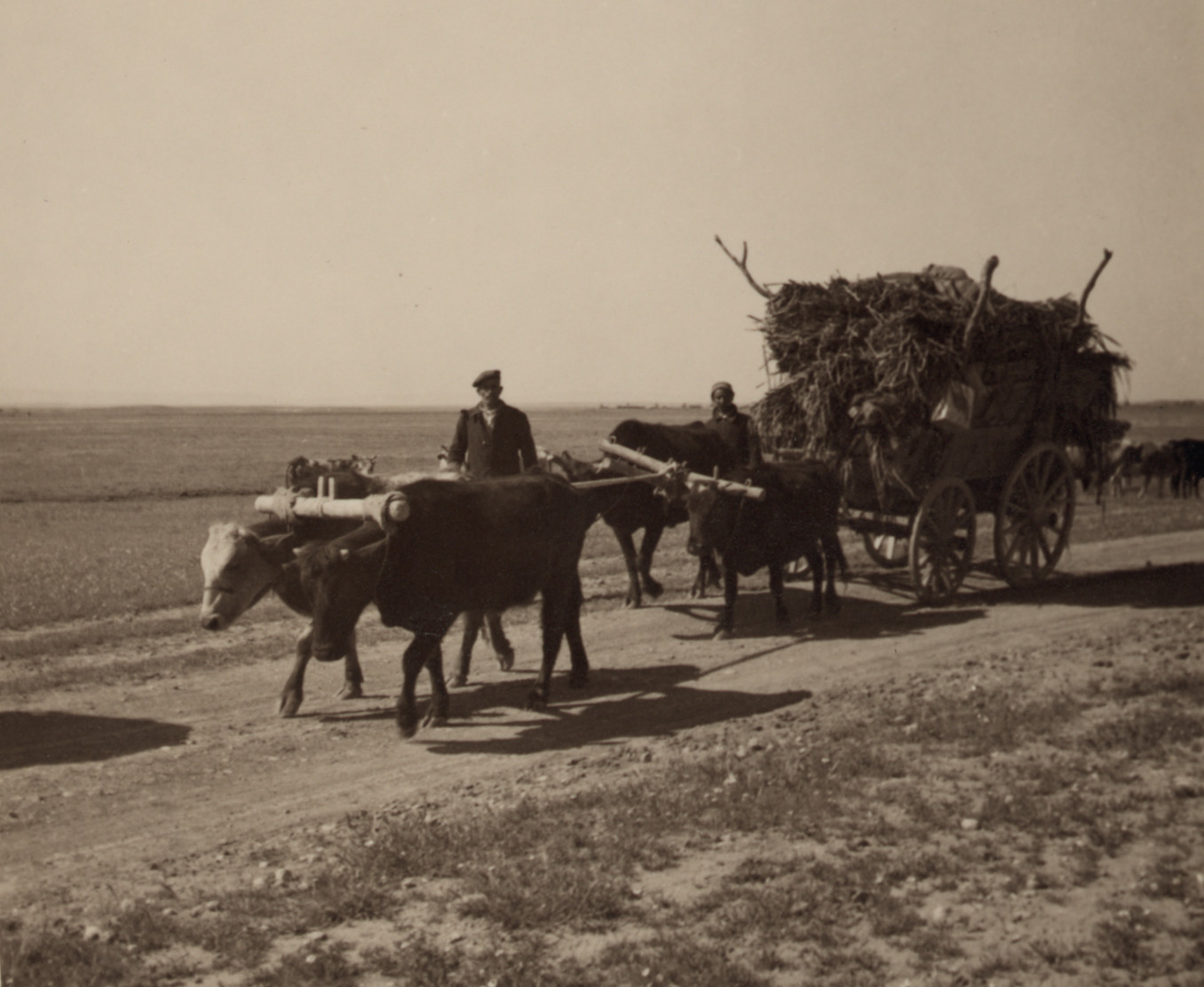
آشوريون في سوريا ينزحون إلى قرية على ضفاف الخابور.

بنهاية الحرب العالمية الأولى أضحى معظم الآشوريين والكلدان نازحين بالعراق بينما نزح ما تبقى من السريان إلى سوريا ولبنان. وخلال العشرينات التحق العديد من آشوريي حكاري بالواء العسكري الذي أنشأه البريطانيون في العراق، وكثرت المشاحنات بينهم وبين الجيش العراقي المنشأ حديثا والذي أعتمد على ضباط خدموا في الجيش العثماني ما أدى إلى أنعدام الثقة بين الطرفين. وبعد استقلال العراق سنة 1932 سرت إشاعات أن الآشوريين الذين استوطنوا في السهل الواقع بين دهوك وسهل نينوى يسعون للانفصال من العراق فنفي بطريرك كنيسة المشرق الآشورية إلى قبرص وقام بكر صدقي أحد الضباط بالجيش العراقي بالتعاون مع عشائر كردية بالهجوم على تلك المناطق وتدمير القرى الآشورية فيها وكان أهمها في 7 آب 1933 عندما هوجمت بلدة سميل وقتل حوالي 3,000 من سكانها في الحدث الذي عرف بمجزرة سميل. أدت هذه المجازة إلى نزوح ثلث سكان سهل نينوى الآشوريين إلى شمال شرق سوريا حيث أسسوا 35 قرية على ضفاف الخابور قرب الحدود مع تركيا.

#### بعد الحرب العالمية الثانية
بعد استقلال كلا من سوريا والعراق أصبح الآشوريين/الكلدان/السريان إحدى الأقليات الدينية الهامة فيهما. وقد سكن معظمهم في المناطق الريفية حتى الستينات عندما بدأوا بالهجرة إلى المدن بحثا عن العمل، كما هاجر في نفس الوقت العديد منهم إلى الولايات المتحدة ولاحقا دول أوروبا الغربية. وبحلول الستينات تمكن حزب البعث العربي الاشتراكي من فرض سيطرة كاملة على مقاليد الحكم في هاتين الدولتين ما أدى إلى التشديد على مواطني تلك الدول غير العرب، وبالرغم من إعلان آذار 1972 في العراق والذي نص على حرية نشر مطبوعات باللغة السريانية وتعليمها في المدارس الحكومية إلا أن هذا القرار لم ينفذ فعليا. بالرغم من عدم الاعتراف بالوجود القومي بالآشوريين/السريان ومحاولة فرض القومية العربية عليهم إلا أنهم غالبا ما تمتعوا بحقوق دينية واسعة في ظل حكومتي صدام حسين في العراق وحافظ الأسد في سوريا.
أدت الحرب العراقية الإيرانية وحرب الخليج الثانية إلى تسارع وتيرة هجرة المسيحيين من العراق كما أدت حرب العراق سنة 2003 وما تبعه من انفلات أمني وهجمات استهدفت دور عبادة مسيحية إلى تناقص أعداد الآشوريين/الكلدان بشكل كبير حيث نزح معظمهم إلى سوريا بالإضافة إلى دول أخرى.

#### القرن الحادي والعشرون
بعد غزو العراق عام 2003 من قبل الولايات المتحدة وحلفائها، قامت سلطة التحالف المؤقتة بحل البنية التحتية العسكرية والأمنية والاستخباراتية العراقية للرئيس السابق صدام حسين وبدأت عملية «اجتثاث البعث». وأصبحت هذه العملية موضع جدل، حيث وصفها بعض النقاد بأنها أكبر خطأ أمريكي ارتكب في أعقاب غزو العراق مباشرة، وباعتبارها أحد الأسباب الرئيسية لتدهور الوضع الأمني في جميع أنحاء العراق.
أدت الاضطرابات الاجتماعية والفوضى إلى اضطهاد غير مبرر للآشوريين في العراق من قبل المتطرفين الإسلاميين (الشيعة والسنة على حد سواء) والقوميين الأكراد (مثل أعمال الشغب في دهوك عام 2011 التي استهدفت الآشوريين واليزيديين). وفي أماكن مثل الدورة، وهو أحد الأحياء الواقعة جنوب غرب بغداد، فإن غالبية سكانها الآشوريين إما فروا إلى الخارج أو إلى شمال العراق، أو قُتلوا. وقد أدى الاستياء الإسلامي من احتلال الولايات المتحدة للعراق، وحوادث مثل الرسوم الكاريكاتورية المسيئة للنبي محمد في صحيفة يولاندس بوستن، والجدل حول الإسلام من قبل البابا بندكت السادس عشر، إلى مهاجمة المسلمين للمجتمعات الآشورية. ومنذ بداية حرب العراق جرى تفجير ما لا يقل عن 46 كنيسة وديرًا.
في السنوات الأخيرة أصبح الآشوريون في شمال العراق وشمال شرق سوريا هدفًا للإرهاب الإسلامي المتطرف غير المبرر. ونتيجة لذلك حمل الآشوريون السلاح إلى جانب جماعات أخرى، مثل الأكراد والتركمان والأرمن، ردًا على الهجمات غير المبررة التي تشنها القاعدة وتنظيم الدولة الإسلامية وجبهة النصرة وغيرها من الجماعات الأصولية الإسلامية الإرهابية. في عام 2014 هاجم الإرهابيون الإسلاميون من تنظيم داعش البلدات والقرى الآشورية في الموطن الآشوري في شمال العراق، إلى جانب مدن مثل الموصل وكركوك التي تضم عددًا كبيرًا من السكان الآشوريين. وقد وردت تقارير عن فظائع ارتكبها إرهابيو داعش منذ ذلك الحين، بما في ذلك قطع الرؤوس والصلب وقتل الأطفال والاغتصاب والإكراه على اعتناق الإسلام والتطهير العرقي والسرقة والابتزاز في شكل ضرائب غير قانونية مفروضة على غير المسلمين. ورد الآشوريون في العراق بتشكيل ميليشيات مسلحة للدفاع عن أراضيهم.
ردًا على غزو تنظيم الدولة الإسلامية للموطن الآشوري في عام 2014، شكلت العديد من المنظمات الآشورية أيضًا قواتها المقاتلة المستقلة لمحاربة داعش وربما استعادة «أراضي أجدادها». وتشمل هذه وحدات حماية سهل نينوى، ودويخ نوشا، وقوات سهل نينوى. وفي النهاية جرى حل الأخيرتين.
في سوريا أثرت حركة التحديث دورونوي على الهوية الآشورية في المنطقة. وأصبح حزب الاتحاد السرياني (إس يو بّي) أكبر مؤيد لهذه الحركة، لاعبًا سياسيًا رئيسيًا في الاتحاد الديمقراطي لشمال سوريا. وفي أغسطس عام 2016 تأسس مركز أورهي في مدينة زالين (القامشلي) من قبل الجالية الآشورية، لتثقيف المعلمين من أجل جعل السريانية لغة اختيارية للتعليم في المدارس العامة، والتي بدأت بعد ذلك في العام الدراسي 2016/2017. وفي ذلك العام الدراسي، كما تقول لجنة التعليم في روجافا «حلت ثلاثة مناهج محل المنهاج القديم، لتشمل التدريس بثلاث لغات: الكردية والعربية والآشورية». ويرتبط المجلس العسكري السرياني، وهو ميليشيا آشورية نشطة في سوريا، بحزب الاتحاد السرياني، والتي تأسست في يناير عام 2013 لحماية الحقوق الوطنية للآشوريين في سوريا والدفاع عنها، وكذلك العمل مع المجتمعات الأخرى في سوريا لتغيير حكومة بشار الأسد الحالية. ومع ذلك فإن العديد من الآشوريين والمنظمات التي تمثلهم، وخاصة تلك الموجودة خارج سوريا، ينتقدون حركة دورونوي.
وذكر تقرير صدر عام 2018 أن السلطات الكردية في سوريا، بالتعاون مع مسؤولي دورونوي، أغلقت العديد من المدارس الآشورية في شمال سوريا وأقالت إدارتها. وقيل إن السبب في ذلك هو فشل تلك المدارس في التسجيل للحصول على ترخيص ورفض المنهج الجديد الذي وافقت عليه هيئة التعليم. وتراوحت أساليب الإغلاق بين إغلاق المدارس رسميًا، وبين دخول مسلحين إلى المدارس وإغلاقها بالقوة. وتعرض معلم آشوري يُدعى عيسى رشيد للضرب المبرح خارج منزله لرفضه منهاج الإدارة الذاتية الكردية. وقد ادعى معهد السياسة الآشورية أن القوات الكردية اعتقلت مراسلًا آشوريًا يُدعى سليمان يوسف بسبب تقاريره عن إغلاق المدارس المتعلقة بدورونوي في سوريا. وعلى وجه التحديد فقد شارك العديد من الصور على فيسبوك التي توضح تفاصيل عمليات الإغلاق.

## الهوية

### المجموعات الآشورية الفرعية
هناك ثلاث مجموعات فرعية آشورية رئيسية: الشرقية، والغربية، والكلدانية. تتداخل هذه التقسيمات الفرعية جزئيًا فقط لغويًا وتاريخيًا وثقافيًا ودينيًا:
- سكنت المجموعة الفرعية الشرقية تاريخياً في منطقة هكاري في جبال زاغروس الشمالية، وسُمّيل وسهل برواري ووادي سابنا في دهوك، وأجزاء من سهل نينوى وأرومية. يتكلمون باللهجة الآرامية الشمالية الشرقية النهرينية وهم متنوعون دينياً، حيث يتبعون أساساً مذهب الكنائس السريانية الشرقية (كنيسة المشرق الآشورية وكنيسة المشرق القديمة والكنيسة الكلدانية الكاثوليكية)، بالإضافة إلى الكنائس البروتستانتية واليهودية، إلى جانب وجود عدد قليل من اللادينيين.
- المجموعة الفرعية الكلدانية هي مجموعة فرعية للمجموعة الشرقية. غالبًا ما تتشابك المجموعة مع أتباع الكنيسة الكلدانية الكاثوليكية، ولكن ليس جميع الكلدان الكاثوليك يُعرفون أنفسهم بالكلدان. تتحدث هذه المجموعة تقليديا باللهجة الآرامية الشمالية الشرقية النهرينية، ولكن هناك بعض المتحدثين باللهجة الطورية. يسكن الكلدان الكاثوليك في العراق في قرى سهل نينوى الغربية وهي ألقوش وباطنايا وتلكيف وتللسقف، وكذلك سهل نهلا وعقرا. ويعيشون في سوريا بشكل رئيسي في مدينة حلب ومحافظة الحسكة. أمّا في تركيا، فيعيش الكلدان الكاثوليك متناثرين في مدينة إسطنبول وديار بكر ومحافظة شرناق وماردين.
- المجموعة الفرعية الغربية، والتي كانت تسكن تاريخياً طور عبدين ولها الآن وجود كبير في محافظة الحسكة في سوريا. ويتحدثون بشكل رئيسي باللهجة الطورية. ويلتزمون دينياً بمذهب الكنائس السريانية الغربية (الكنيسة السريانية الأرثوذكسية والكنيسة السريانية الكاثوليكية)، ولكن هناك عدد قليل من اللادينيين.

### التسمية
أدت الخلافات والانقسامات الكنسية والتباعد الجغرافي النسبي بين أتباع هذه الاثنية إلى نشوء عدة تسميات لهم. ولعل أهمها:

#### الآشوريون
(السريانية: ܐܫܘܪܝܐ، ت.ح. 'آشورايي')؛ وهذه التسمية مأخوذة مباشرةً من الآشوريون القدماء الذين عاشوا شمال ما بين النهرين وأسسوا الإمبراطورية الآشورية. وبحسب التوراة فقد كان آشور أحد أبناء سام الذي استقر شمال ما بين النهرين. ويرى الباحثون أن أصل الكلمة يعود إلى تسمية الإله آشور الذي كان يعبد في المدينة المعروفة بنفس الاسم منذ أواخر الألف الثالث قبل الميلاد.
وبالرغم من وجود بعض الباحثين المعارضين لفكرة أن الآشوريون الحاليون هم أحفاد الآشوريين القدماء، إلا أن أغلبهم يسلمون بهذه الفرضية. كما يسمي بعض الاشورين نفسهم ب«الآثوريين» (السريانية: ܐܬܘܪܝܐ، ت.ح. 'آثورايي') وهي مأخوذة من «آثورا»، الاسم الذي اطلقه الأخمينيون (539 ق.م. - 330 ق.م.) على ساتراب آشور بمنطقة شملت شمال العراق ومنطقة الجزيرة بسوريا وتركيا. كما ورد ذكر الآثوريين في عدة كتب ومخطوطات عربية وإسلامية، حيث اقترنت حينئذ بطائفة النساطرة.
يتبنى هذه التسمية تقليدياً المنتمون لكنيسة المشرق وكنيسة المشرق القديمة والكنيسة الكلدانية الكاثوليكية. كما تُبنيت هذه التسمية كذلك من قبل بعض المنتمين لكنائس سريانية أخرى.

#### السريان
(السريانية: ܣܘܪܝܝܐ، ت.ح. 'سُريويي') وتلفظ أحيانا سورايي (ܣܘܪܝܐ) بالسريانية الشرقية. وهناك خلاف بين الباحثين حول أصل تسمية سريان يعتقد العديد منهم بأنها أصلاً تحريف يوناني للفظة آشور باليونانية (Ασσυρία أسيريا) لتصبح «Συρία سيريا» بعد حذف الألف في بداية الكلمة. هناك فرضية أخرى مفادها أن أصل الكلمة يأتي من اللفظة الحورية صور أو صبر وهي تحريف للفظة سوبارتو الأكدية.
وقد انتشرت تسمية السريان بين المتحدثين بالآرامية الذين اعتنقوا المسيحية في القرون الأولى وتبنوا لهجة مملكة الرها كلغة طقسية لهم. وتستخدم هذه التسمية حالياً بشكل خاص بين أبناء الكنيسة السريانية الأرثذوكسية والكاثوليكية وبعض الموارنة.

#### الكلدان
(السريانية: ܟܠܕܝܐ، ت.ح. 'كلدايي')؛ ويعود أصل التسمية إلى كلمة «كسدوم» الأكادية بمعنى «يسرق» أو «يقبض» حيث أطلقت هذه التسمية على أقوام سامية بدوية قام الآشوريون بسبيهم إلى بابل وازدهروا فيها، فتحولت تسميتهم بمرور الوقت إلى «كلدو».
والكلدان الحاليون هم أصلا أتباع كنيسة المشرق الذين انشقوا عنها في القرن السادس عشر على أثر نشوب خلاف على كرسي البطريركية بين أساقفة كنيسة المشرق، فقامت مجموعة من الأساقفة بالاتصال بالبابا يوليوس الثالث، واُتفق على تنصيب شمعون الثامن يوحنان سولاقا كأول «بطريرك على كنيسة الكلدان الكاثوليك في الموصل وآثور» في 20 شباط 1553. كما حصل أحد خلفته، يوسف الثالث معروف، على لقب بطريرك بابل للكلدان من قبل البابا كلمنت الحادي عشر سنة 1701. وتسمية الكلدان كانت قد اختيرت للتفريق بينهم وبين الآشوريين، فالتسمية لا علاقة بها بالسلالة الكلدانية التي حكمت بابل والهلال الخصيب بين 626 ق.م. و-533 ق.م.
هناك من بين أبناء الكنيسة الكلدانية الكاثوليكية من يتخذ لفظة آشوري تسمية له بينما يتسمى اخرون بالكلدان.

#### الآراميون
(السريانية: ܐܪܡܝܐ، ت.ح. 'آرامآيي')؛ تعني كلمة آرام «المرتفع» أو «العلو» في اللغات السامية البدائية وذلك لتفريقهم عن كنعان والتي تعني «منخفض».
والآراميون شعب سامي سكن في منطقة امتدت من البحر الأبيض المتوسط غرباً وحتى بلاد ما بين النهرين شرقاً، فانصهرت العديد من الشعوب القاطنة في تلك المناطق كالحثيين والفينيقيين معهم. كما أسسوا عدة ممالك في سوريا غير أن الآشوريون تمكنوا من إسقاطها جميعا ثم قاموا بسبي أعداد كبيرة منهم إلى آشور لمنع قيام أي عصيان ضدهم. غير أن لغة الآراميين طغت على اللغة الآشورية الأكادية فحلت محلها كلغة رسمية للإمبراطورية الآشورية الحديثة. وخلال القرون المسيحية الأولى أصبح المتحدثون بالآرامية يطلقون على أنفسهم لقب آراميون فغالباً ما سميت الرها ب«بنت الآراميين» في الأدبيات السريانية كما لقب ملوك الرها ب«أبناء الآراميين». غير أن لفظة «السريان» أصبحت المفضلة لمن اعتنق المسيحية وذلك كوسيلة للتفريق بينهم وبين الآراميين الوثنيين.
يتبنى هذه التسمية بعض السريان الأرثوذكس والموارنة.

### القومية

مقاتلو الحركة الديمقراطية الآشورية بشمالي العراق بأوائل الثمانينات. كانت هذه المنظمة من أبرز الداعين إلى الاعتراف بالوجود القومي للاشوريين في العراق.

لم يظهر الشعور القومي للآشوريين/السريان/الكلدان بشكله الحديث إلا بأواخر القرن التاسع عشر، حتى ذلك الوقت كانت الطائفة واللغة أهم ما يجمع بين مسيحيي شمال بلاد ما بين النهرين ويفرقهم. ويرى «مردوخاي نيسان» (Mordechai Nisan) الباحث بشؤون أقليات الشرق الأوسط في الجامعة العبرية في القدس أن المدارس الإرسالية الفرنسية والبريطانية والأمريكية والروسية التي ظهرت في بدايات القرن التاسع عشر عملت على توحيد اللهجات السريانية الآرامية المستعملة بين آشوريي وكلدان أورميا والموصل وإخراج جيل مثقف في فترة شهدت تأخر أقرانهم الذين اعتمدوا على نظام التعليم العثماني. غير أن «أيدن نبي» (Eden Naby) الباحثة بتاريخ الشرق الأوسط ووسط آسيا ترى أن المدارس الإرسالية عملت على تعليم اللغات الأجنبية الخاصة بهم وإهمال اللغة السريانية، ما أدى لابتعاد طبقة المثقفين عن الثقافة والحضارة السريانية/الآشورية.
لم يظهر الفكر الداعي لرفض نشاطات الإرساليات إلا بأواخر القرن التاسع عشر، فكانت جريدة «الكوكب» (ܟܘܟܒܐ كخڤا 1906) الصادرة في أورميا من أولى الأصوات الداعية إلى استرجاع قيم الحضارة السريانية واستعمال السريانية في الكتابات الأدبية بدلا من اللغات الأجنبية.

نعوم فايق، الملقب ب«أبي القومية الآشورية».

يعتبر نعوم فايق (1868 - 1930) من أوائل من سعوا وراء نشر الوعي القومي، حيث نشط بداية في مدينته آمد فأسس فيها أول جريدة قومية تحت مسمى «نجمة المشرق» (ܟܘܟܒ ܡܕܢܚܐ كوكب مدنحو) غير أنه اضطر للهجرة إلى الولايات المتحدة وأسس فيها جريدة الاتحاد (ܚܘܝܕܐ حويودو) ودعى فيها إلى نبذ الفروقات الطائفية بين المذاهب السريانية لصالح وحدة قومية جامعة. كما ظهر فريدون آتورايا (1891 - 1926) في أورميا، والذي أسس أول حزب سياسي آشوري ودعى إلى تشكيل وطن قومي لهم. أما فريد نزهة (1894 - 1971) فقد اتسمت أفكاره بالانتقاد اللاذع للسلطة الكنيسة التي اتهمها بتكريس الانفصال القومي، ما أدى إلى حرمانه كنسيا من قبل مار أفرام الأول برصوم.
بحسب «سينر أكتورك» (Sener Akturk) أستاذ العلوم السياسية بجامعة كوج بإسطنبول، فإن فشل الآشوريين/الكلدان/السريان في تشكيل كيان سياسي لهم أسوة بغيرهم من أقليات الدولة العثمانية ساهم في تشتت الفكر القومي لهم وسرعة اندماجهم مع الشعوب المشكلة للأغلبية سواء في الشرق الأوسط أو في المهجر. ويقسم المؤرخ الفلسطيني حنا بطاطو الانتماء القومي للآشوريين/الكلدان في العراق إلى: «الكلدان المستعربون»، وهم من الذين اندمجوا في المجتمع العربي العراقي وغالبا ما يستعملون العربية وينتمون إلى الكنيسة الكلدانية قبل أن يكون لهم انتماء قومي واضح. «الآشوريون المستعربون» وهم ينتمون إلى القومية الآشورية غير أنهم يستعملون العربية كذلك. وأخيرا «القوميين الآشوريين» وهم الذين يصفون أنفسهم بحسب انتمائهم القومي ويعارضون فرض اللغة أو القومية العربية عليهم.

#### الانتماء
ينتمي جميع أبناء الكنائس السريانية في الشرق الأوسط إلى هذه القومية، ويوحدهم في ذلك اللغة والدين والثقافة التي اشتركوا بها. ولعل الاستثناء الوحيد هنا هو هوية الكنيسة المارونية، فبالرغم من بدايتها كفرع سرياني غربي على يد بعض أتباع مار مارون السريان في شمال غرب سوريا إلا أنهم بمجيء الصليبيين بدأوا يتجهون نحو استبدال تقاليدهم السريانية بأخرى لاتينية، وقد استمر هذا النهج رحيل الصليبيين فاختلط الموارنة بغيرهم من الأقوام كالعرب والدروز مع أدى إلى تخليهم عن اللغة السريانية لصالح العربية في وقت مبكر نسبياً مقارنة بغيرها من الطوائف السريانية التي لم تتعرب بشكل ملحوظ إلا بعد نشوء الدول الحديثة في منتصف القرن العشرين. كما زاد اندماج الموارنة بمحيطهم العربي إسهامهم الكبير في تطوير ونهضة اللغة العربية بأواخر القرن التاسع عشر في الوقت الذي ركز فيه أقرانهم السريان جهدهم على اللغة السريانية.
غير أن هناك تيارات مارونية تؤكد على الهوية السريانية للموارنة لعل أهمها حزب الكتائب اللبنانية. كما لا تزال الكنيسة المارونية تؤكد على هويتها السريانية.

### الشعارات

العلم السرياني.

استعمل قبل الحرب العالمية الأولى الآشوريون/السريان/الكلدان علما مكونا اللون الوردي والأبيض والأحمر ومرصعة بثلاثة نجوم بأعلى اليسار وتدل على الكنائس الرئيسية الثلاث: السريانية الأرثوذكسية والكلدانية والآشورية. ولاحقاً اُستبدل العلم بصليب أبيض على خلفية حمراء ترمز إلى دماء الذين سقطوا في مجازر سيفو.
تُبني أول علم بطريقة شبه رسمية سنة 1969 وذلك عندما اتفقت الهيئات السياسية المكونة للاتحاد العالمي الآشوري على العلم الآشوري، وهو علم تتوسطته «نجمة آشور» (ܟܘܟܒܐ ܐܬܘܪܝܐ كَوكبا آثُرايا) تنطلق منه ثلاث خطوط قطرية متموجة تخرج من النجمة تشير إلى الفرات باللون الأزرق ويرمز إلى الوفرة، والزاب باللون الأبيض ويرمز إلى السلام، ودجلة بالأحمر يرمز إلى الافتخار. كما يعلو العلم رمز الإله آشور.
وفي أواسط الثمانينات تبنى السريان علما آخر وهو عبارة عن صورة لنقش لنسر اكتشف في منطقة تل حلف واستبدل الرأس بشعلة تمثل الروح القدس. كما تبنى بعض أبناء الكنيسة الكلدانية علما يتوسطه شعار شمش إله الشمس مع خطين أزرقين على اليمين واليسار يشيران إلى دجلة والفرات.

### الانتشار

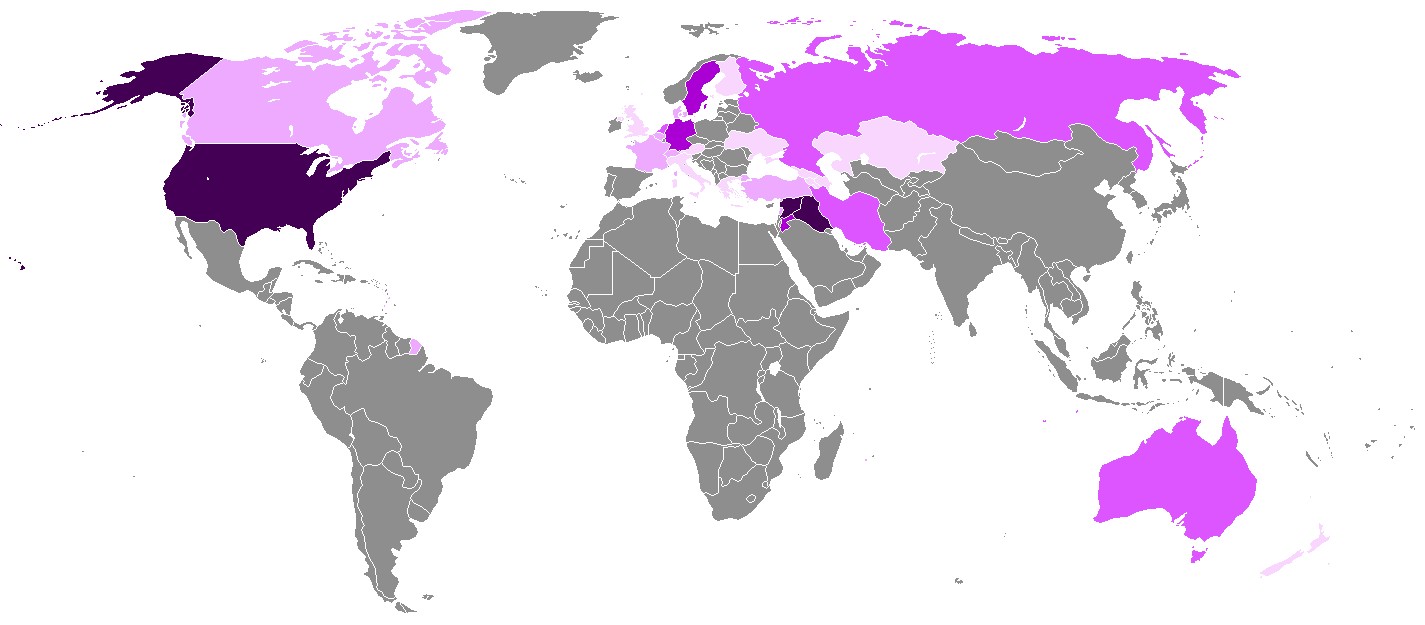
انتشار الآشوريين السريان الكلدان في العالم.
أكثر من 500,000
100,000 - 500,000
50,000 - 100,000
10,000 - 50,000
>10,000

قبل المذابح الآشورية عاشت المجتمعات المسيحية من السريان الأرثوذكس في طور عبدين وهي منطقة تقع في جنوب شرق تركيا، وفي حلب والجزيرة الفراتية، وعاش الآشوريون النساطرة (كنيسة المشرق الآشورية) في جبال هكاري والتي تقع على حدود شمال العراق وجنوب تركيا، فضلاً عن سهل أورمية، وهي منطقة تقع على الضفة الغربية من بحيرة أرومية، وعاش الكلدان والسريان الكاثوليك في سهل نينوى، وهي منطقة تقع في شمال العراق. أدّت المذابح الآشورية إلى تغييرات ديموغرافية في طور عبدين وهكاري وسهل أورمية. المناطق التي تشكل الوطن الآشوري التقليدي هي أجزاء من شمال العراق الحالي وجنوب شرق تركيا وشمال غرب إيران ومؤخراً شمال شرق سوريا. علاوة على ذلك، فإنَّ المنطقة التي كان بها أكبر تجمع للآشوريين في العالم حتى وقت قريب تقع في المثلث الآشوري، وهي المنطقة التي تضم سهل نينوى وجنوب هكاري وبرواري.
ينتشر الآشوريون/الكلدان/السريان حاليا بشكل أساسي في العراق وسوريا بالإضافة إلى أعداد أقل في كل من إيران وتركيا ولبنان والهند كما أدت هجرتهم منذ أواخر القرن إلى تزايد اعدادهم في قارة أمريكا الشمالية وكذلك في أوروبا منذ السبعينات من القرن العشرين. ولا يزال هناك عدد كبير من السكان الآشوريين في سوريا، حيث يعيش ما يقدر بنحو 400,000 آشوري، وفي العراق يعيش ما يقدر بنحو 300,000 آشوري. لا يزال هناك عدد من السكان الآشوريين في إيران وتركيا، مع حوالي 20,000 نسمة من الآشوريين في إيران، وحوالي 25,000 من الآشوريين في تركيا، ويعيش معظمهم في المدن وليس بالمستوطنات التقليديّة القديمة. في طور عبدين، المركز التقليدي للثقافة الآشورية، لم يتبق فيها سوى 3,000 آشوري. بالمقارنة مع حوالي 50,000 نسمة في تعداد عام 1960، وحوالي 1,000 في عام 1992. ويعزى هذا الانخفاض الحاد إلى الصراع الحاد بين تركيا وحزب العمال الكردستاني في عقد 1980. ومع ذلك، شهدت اعداد الآشوريين في كل تركيا ارتفاعاً منذ عقد 1995، ويعيش معظمهم حالياً في مدينة إسطنبول. ويقيم معظم الآشوريين حالياً في العالم الغربي بسبب قرون من الاضطهاد من قبل الجيران المسلمين.

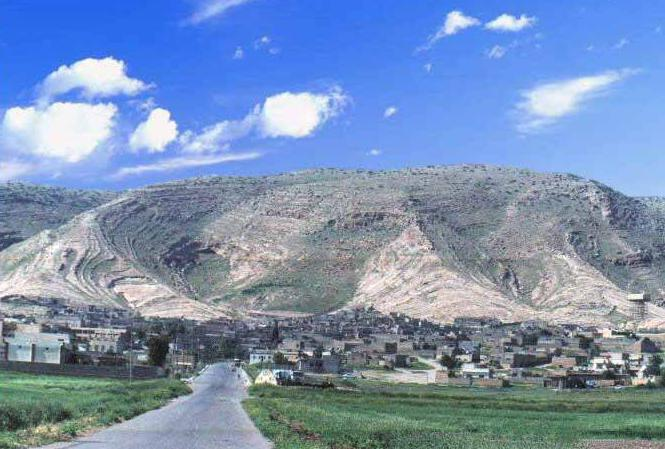
بلدة ألقوش التاريخية بشمال العراق.

يشكل الكلدان السريان الآشورين الأغلبية الساحقة من سكان العراق المسيحيين، وتبلغ نسبة أتباع الكنيسة الكلدانية أكثر من نصفهم، وينقسم الباقي بين كنيسة المشرق الآشورية والكنيسة السريانية الكاثوليكية مع تواجد ضئيل لكل من الكنيسة السريانية الأرثوذكسية وكنيسة المشرق القديمة. وقد تمركز أغلبهم خلال الثمانينات والتسعينات من القرن العشرين في المدن الكبرى كبغداد والموصل والبصرة بسبب الهجرة من الريف إلى المدينة. غير أن أعداد المسيحيين في العراق تناقصت من حوالي المليون بالتسعينات من القرن العشرين إلى نصف هذا العدد بسبب نزوح وهجرة العديد منهم وخاصة إلى سوريا بعد حرب الخليج الثالثة. كما هاجرت أعداد كبيرة منهم إلى قرى سهل نينوى ومناطق تجمع المسيحيين في إقليم كردستان العراق. ويعيش المسيحيون في المقام الأول في بغداد والبصرة وأربيل ودهوك وزاخو وكركوك وفي البلدات والمناطق الآشورية مثل سهل نينوى في الشمال،  ويعيشون في محافظة نينوى بصورة رئيسية في القرى، مثل قره قوش والمعروفة كذلك باسم «بغديدا» وبرطلة والحمدانية وتلكيف وألقوش وكرمليس وتللسقف وباطنايا وباقوفا وشرفية وبندوايا وغيرها.
أما في سوريا فيتواجدون بشكل ملحوظ في أقصى شمال شرق سوريا في منطقة الجزيرة السورية وبمدينة الحسكة والقامشلي والقرى التابعة لها وحوالي 35 قرية تقع على ضفاف نهر الخابور وكذلك في حلب ودمشق. وينحدر السريان في سوريا من اللاجئين الذين وصلوا إلى هناك بعد الإبادة الجماعية الآشورية ومذبحة سميل في عقد 1910 وعقد 1930 على التوالي. ويشكلون حوالي ثلث مسيحيي سوريا ويتبع أغلبهم الكنيسة السريانية الأرثوذكسية كما أن هناك تواجد للكلدان والآشوريين وخاصة من الذين نزحوا من العراق. بالرغم من عدم وجود إحصائيات رسمية عن أعدادهم غير أن معظم المصادر تقدرهم بحوالي 700,000 إلى 800,000 يضاف إليهم أكثر من 200,000 لاجيء عراقي.
وينتشر الآشوريون الإيرانيون حول مدينة أورميا وقراها بشمال غرب إيران، بالإضافة إلى أعداد أخرى هاجرت إلى المدن الإيرانية الكبرى كطهران لأسباب اقتصادية. ويتبع معظم الآشوريون الإيرانيون كنيسة المشرق الآشورية إلى جانب أقلية تتبع الكنيسة الكلدانية الكاثوليكية. كما يوجد وجود صغير للآشوريين في تركيا خصوصًا بمنطقة طور عابدين (خاصةً في ماردين ومديات) وديار بكر وكذلك في المدن الكبرى كإسطنبول. ويتبع معظم الآشوريون في تركيا مذهب الكنيسة السريانية الأرثوذكسية، إلى جانب أقليات تتبع الكنيسة الكلدانية الكاثوليكية والكنيسة السريانية الكاثوليكية وكنيسة المشرق الآشورية.

### الموطن
يشمل الموطن الآشوري المدن القديمة نينوى (الموصل)، ونوهادرا (دهوك)، وعرفة/بيث كرماي (كركوك)، وألقوش، وتللسقف وأربيلا (أربيل) في العراق، وأورومية في إيران، وحكاري (منطقة كبيرة تضم المدن الحديثة مثل يوكسيكوفا، وحكاري، وتشوكورجه، وشمدينلي وأولوديري)، وإديسا/ الرها (أورفة)، وحران، وأميدا (ديار بكر)، وطور عبدين (مديات وكفرو) في تركيا، من بين مدن أخرى. وتقع بعض المدن حاليًا تحت السيطرة الكردية وبعضها لا يزال يتمتع بوجود آشوري، وبالتحديد المناطق الموجودة في العراق، حيث جرى تطهير السكان الآشوريين عرقيًا في جنوب شرق تركيا (مثل الموجودين في حكاري) خلال الإبادة الجماعية الآشورية في الحرب العالمية الأولى. وقد فر الناجون إلى المناطق غير المتضررة من الموطن الآشوري في شمال العراق، بينما استقر آخرون في المدن العراقية إلى الجنوب. وعلى الرغم من أن الكثيرين هاجروا أيضًا إلى البلدان المجاورة ومحيط القوقاز والشرق الأوسط مثل أرمينيا وسوريا وجورجيا وجنوب روسيا ولبنان والأردن.
في العصور القديمة كان الآشوريون الناطقون باللغة الأكدية موجودين في ما يعرف الآن بسوريا والأردن وفلسطين وإسرائيل ولبنان، من بين الدول الحديثة الأخرى، وذلك بسبب اتساع نطاق الإمبراطورية الآشورية الجديدة في المنطقة. وعلى الرغم من أن الاستيطان الأخير للمسيحيين الآشوريين في نصيبين، والقامشلي، والحسكة، والقحطانية، والدرباسية، والمالكية، وعامودا، وتل تمر وعدد قليل من البلدات الصغيرة الأخرى في محافظة الحسكة في سوريا، قد حدث في أوائل ثلاثينيات القرن العشرين، عندما فروا من شمال العراق بعد استهدافهم وذبحهم خلال مذبحة سميل. لم يحصل الآشوريون في سوريا على الجنسية السورية وسند ملكية أراضيهم حتى أواخر الأربعينيات من القرن العشرين.
لا تزال أعداد كبيرة من الآشوريين موجودة فقط في سوريا، حيث يعيش ما يقدر بنحو 400,000 آشوري، وفي العراق يعيش ما يقدر بنحو 300,000 آشوري. وهذا يمثل انخفاضًا عن التقديرات التي بلغت 1,100,000 آشوري في الثمانينيات من القرن العشرين، في أعقاب عدم الاستقرار الناجم عن الغزو الأمريكي للعراق في عام 2003. أما في إيران وتركيا لم يبق سوى عدد قليل من السكان، مع 20,000 آشوري فقط في إيران، وعدد صغير ولكن متزايد من الآشوريين في تركيا، حيث يعيش 25,000 آشوري، معظمهم في المدن وليس في مناطقهم القديمة.
في طور عبدين المركز التقليدي للثقافة الآشورية، لم يتبق سوى 2500 آشوري. وقد انخفض عددهم من 50,000 في تعداد عام 1960، ولكن ارتفع من 1,000 في عام 1992. ويعود هذا الانخفاض الحاد إلى الصراع العنيف بين تركيا وحزب العمال الكردستاني في ثمانينيات القرن العشرين. وهناك ما يقدر بنحو 25,000 آشوري في جميع أنحاء تركيا، ويعيش معظمهم في إسطنبول. ومعظم الآشوريين يقيمون حاليًا في الغرب بسبب قرون من الاضطهاد من قبل المسلمين المجاورين. وقبل ظهور تنظيم الدولة الإسلامية في العراق والشام، في تقرير صدر عام 2013 عن مسؤول في المجلس الشعبي الكلداني السرياني الآشوري، قُدر أن 300 ألف آشوري بقوا في العراق.

#### المهجر

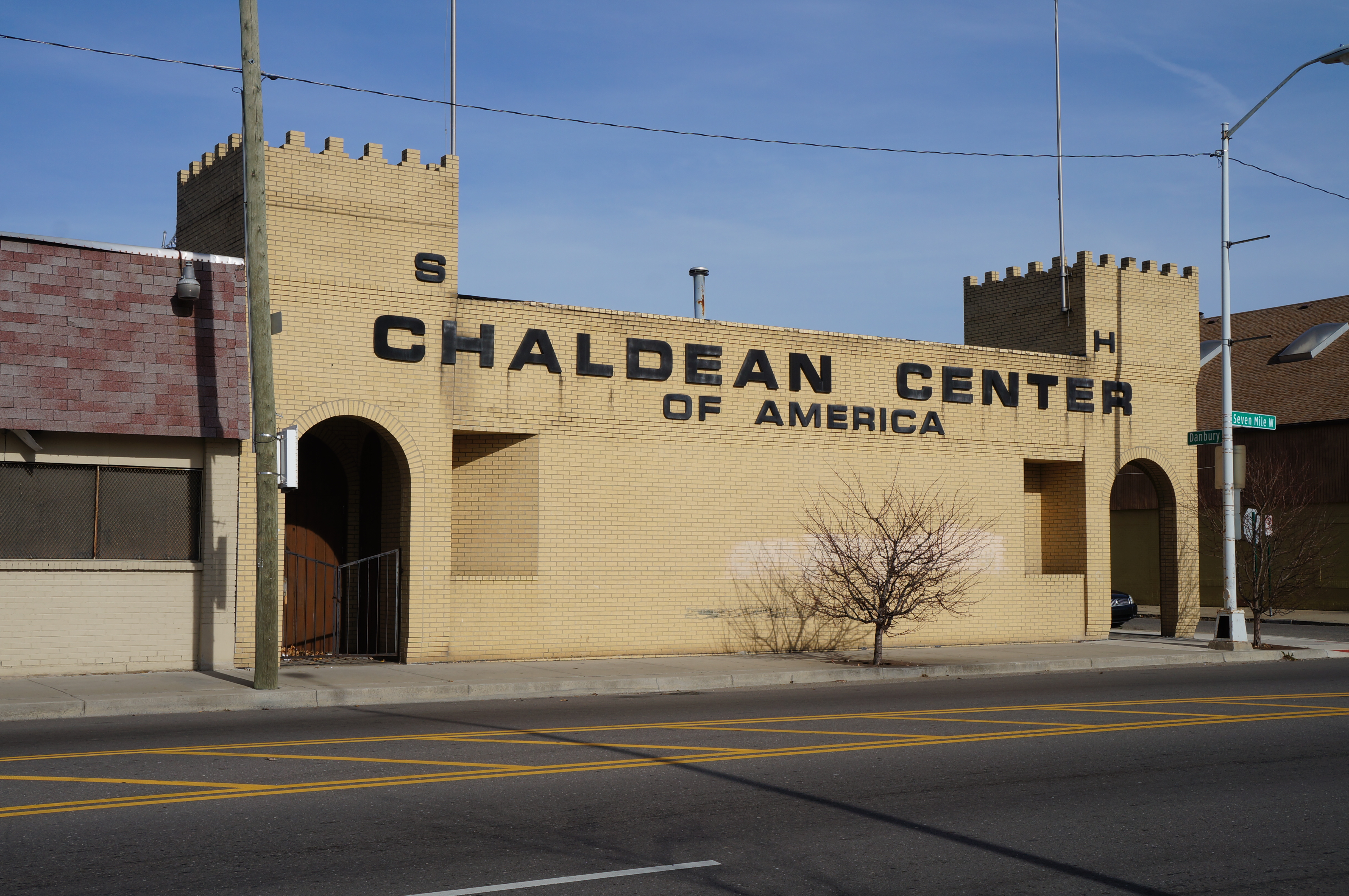
المركز الكلداني في الحي الكلداني مدينة ديترويت.

بدأت هجرة الآشوريون/الكلدان إلى الأمريكيتين منذ ثمانينات القرن التاسع عشر وذلك بسبب الظروف الاقتصادية وتوفر فرص العمل، كما أدى التمييز الديني إلى تسريع الهجرة منذ ذلك الحين. وقد بدأ المهاجرون من المناطق الريفية بسهل أورميا وسهل نينوى بالهجرة إلى المدن الصناعية بالولايات المتحدة حيث عملوا في المصانع وفي قطاع الخدمات. كما تبعتهم كذلك موجات ذهبت خصيصا للدراسة وتلقي العلوم. وبحلول سنة 1906 أصبح عدد الاشورين من أورميا في الولايات المتحدة ما يزيد على الألف أغلبيتهم الساحقة من الرجال الذين قدموا للعمل، غير أن المجازر التي حدثت خلال الحرب العالمية الأولى دعت العديد من العوائل إلى الهجرة إلى الولايات المتحدة وخاصة من قبل المشارقة الذين بدأوا بالاستقرار في كل من شيكاغو ونيو إنغلاند ومدينة تورلوك. هاجر العديد من آشوريي وكلدان العراق خلال الستينات والسبعينات وفي فترة الحصار الاقتصادي على العراق وبدأوا بالاستقرار في مدينة ديترويت وخاصةً بما سمي لاحقاً بالحي الكلداني (Chaldean town) بها، كما ازدادت الهجرة من قبل آشوريي إيران بعد الثورة الإسلامية بها واستقر هؤلاء غالبا بولاية كاليفورنيا.
كما أدت المجازر السالفة الذكر إلى نزوح الآلاف من آشوريي أورميا إلى روسيا واستقروا كذلك في بعض جمهوريات الاتحاد السوفييتي كأرمينيا وجورجيا. غير أن أغلبية هؤلاء اندمجوا في مجتمعاتهم أو هاجروا إلى أوروبا والولايات المتحدة بعد سقوط الاتحاد السوفييتي. وقد وصل عدد الآشوريين الذين استقرّوا في أرمينيا إلى 6000، إلّا أنه تقلّص إلى النصف بعد انهيار الاتحاد السوفييتي وهجرة الكثيرين. ولا يزال هؤلاء محافظين على هويتهم ولغتهم السريانية داخل المجتمع الأرمني. بينما تعود أصول أغلب الآشوريين المقيمين في ولاية كاليفورنيا وروسيا إلى إيران، في حين أن الآشوريين المُقيمين في شيكاغو وديترويت وسيدني هم في الغالب من أصول عراقيَّة، وتعود أصول العديد من الآشوريين المقيمين في ألمانيا والسويد إلى تركيا وسوريا.
أما الوجود الآشوري/السرياني/الكلداني الفعلي في أوروبا فيعود إلى فترة السبعينات من القرن العشرين عندما بدأ سريان طور عابدين بالهجرة الجماعية إلى السويد وألمانيا تحت ضغط المعارك الدائرة بين حزب العمال الكردستاني والجيش التركي. كما لحق بهم سريان شمال شرق سوريا ابتداءً من الثمانينات من القرن العشرين والآشوريين الكلدان العراقيين منذ التسعينات في القرن العشرين. ويتركز وجودهم حالياً في بلدة سودرتاليا جنوب ستوكهولم التي يطلق عليها أحيانا تسمية «عاصمة الآشوريين في العالم». يُذكر أن الجالية الآشورية/السريانية/الكلدانية تعتبر من أنجح الجاليات المهاجرة في السويد. وتملك الجالية السريانية الآشورية العديد من المدارس والمؤسسات الإجتماعية والثقافية في السويد فضلًا عن عدد من القنوات التلفزيون الناطقة في اللغة السريانية مثل سوريويو سات وقناة سورويو؛ ونوادي كرة قدم مثل نادي آسيريسكا ونادي سيريانسكا. كما يتمركز السريان والكلدان في شمال الراين-وستفاليا بألمانيا وحول مدينة أنشخيدي بهولندا وضاحية سارسيل بباريس.

## الثقافة

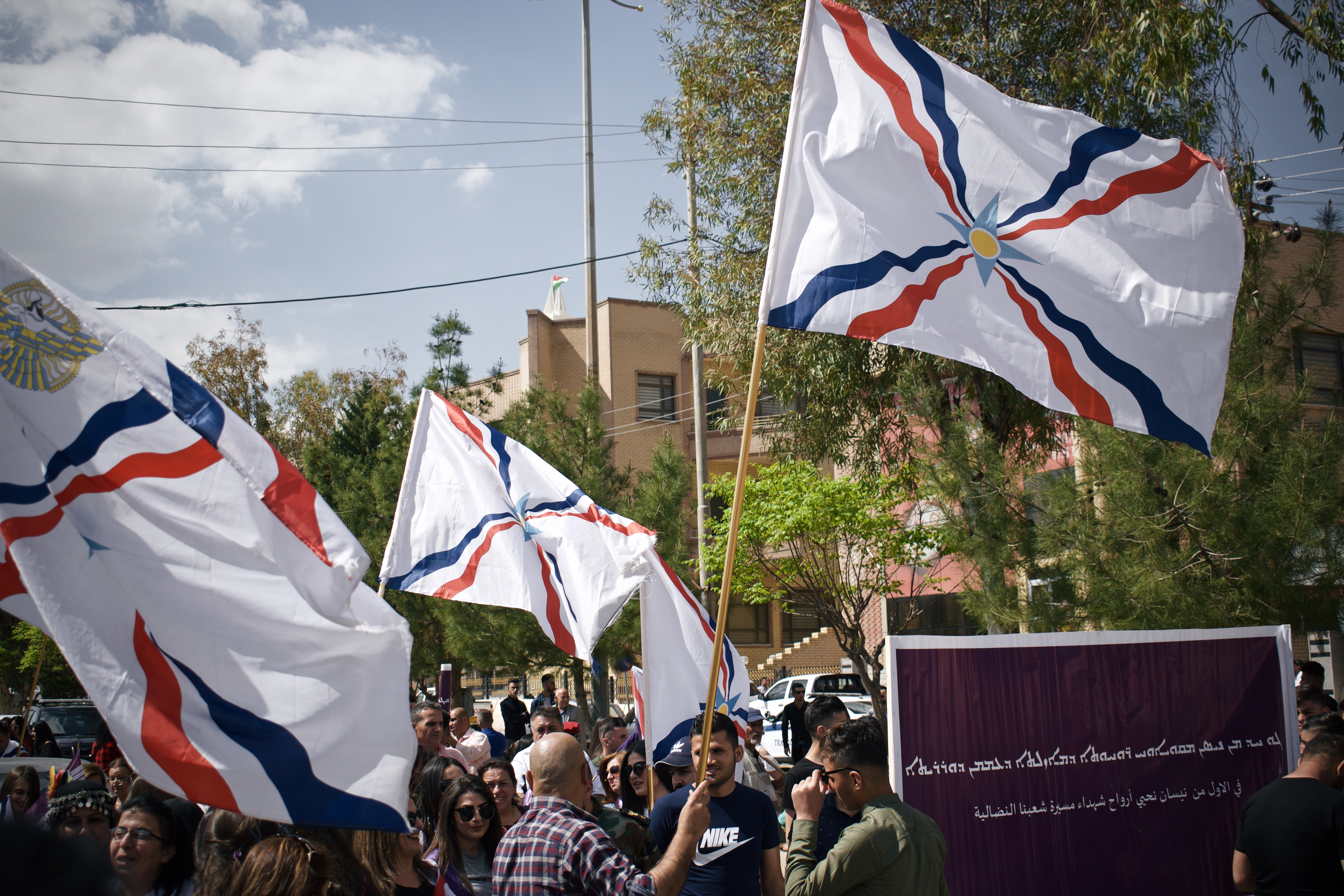
احتفالات رأس السنة الآشورية البابلية.

تعتبر الثقافة الآشورية السريانية قريبة إلى حد ما من ثقافات شعوب الشرق الأوسط الأخرى وخاصةً أن كون الأغلبية الساحقة تتبع المسيحية جعلها تتميز بعدة صفات قد لا تتواجد بغيرها. وتتأثر الثقافة الآشورية إلى حد كبير بالمسيحية، فتعد الاحتفالات المسيحية الكبرى كعيد الميلاد (ܥܐܕܐ ܕܒܝܬ ܝܠܕܐ عيذا دبيث يلدا) وعيد القيامة (ܥܐܕܐ ܕܩܝܡܬܐ عيذا دقيَمتا) من أهم الأعياد الدينية كما يعتبر عيد الصعود (ܥܐܕܐ ܕܣܠܩܐ عيذا دسولاقا) وعيد الصليب (ܥܐܕܐ ܕܨܠܝܒܐ عيذا دصليبا). كما للمؤمنين منهم صومين هامين وهما الصوم الكبير (صوما دأربعين ܨܘܡܐ ܕܐܪܒܥܝܢ) وصوم نينوى أو صوم الباعوث (صوما دباعوثا ܨܘܡܐ ܕܒܥܘܬܐ).
ومن أهم الأعياد غير الدينية خا بنيسان الذي يحتفل به برأس ألسنة الآشورية البابلية في الأول من نيسان. كما تُتذكر مذابح سيفو في 24 نيسان ومجزرة سميل في 7 آب من كل عام.
مارس الآشوريون الزواج الداخلي، مما يعني أنهم كانوا يتزوجون بشكل عام ضمن مجموعتهم العرقية، من أحل استمرارية الجماعة، على الرغم من أن الزواج من غير الآشوريين لا يُعتبر من المحرمات، إلا إذا كان للأجنبي خلفية دينية مختلفة، خاصةً مسلمة. على مر التاريخ، كانت العلاقات بين الآشوريين والأرمن تميل إلى أن تكون ودية للغاية، إذ كان كل من الأرمن والآشوريين من الشعوب الأولى التي اعتنقت المسيحية في العالم. ويُعتبر الأرمن والآشوريين من العرقيات الدينيَّة المسيحية، كما وعانت من الاضطهاد في عهد الحكام المسلمين. لذلك فإن الزواج المختلط بين الآشوريين والأرمن كان أمر شائع للغاية، وعلى الأخص في العراق وإيران وتركيا، وكذلك في الشتات بين المجتمعات الأرمنية والآشورية المتجاورة.

### اللغة

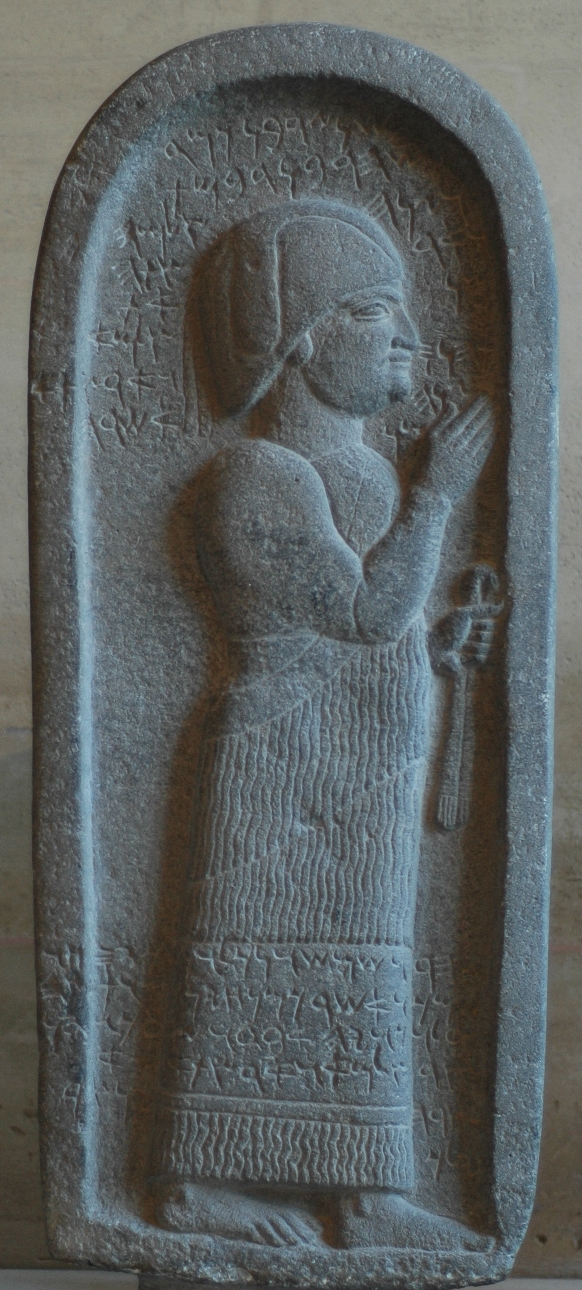
مسلة تحوي نقوشا آرامية تعود إلى القرن السابع قبل الميلاد.

كانت الأكادية، التي تنتمي لعائلة اللغات السامية الشرقية هي اللغة الأم للآشوريين القدماء. وقد انتشرت هذه اللغة منذ الألف الثالث قبل الميلاد في وسط وشمال بلاد ما بين النهرين وكذلك في منطقة الجزيرة السورية. غير أن ظهور الآرامية، وهي لغة سامية شمالية شرقية، بالألف الأول جعلها تصبح اللغة الرسمية للإمبراطورية الآشورية وذلك لبساطتها وسهولة كتابتها مقارنة بالكتابة المسمارية التي استعملت في كتابة الأكادية. واستمر نمو هذه اللغة خلال عهد الإمبراطورية الأخمينية فأضحت هي اللغة الرسمية لها. وبحلول المسيحية كان للآرامية انتشار واسعة فحلت محل معظم اللغات التي انتشرت في منطقة شرق البحر الأبيض المتوسط كالفينيقية والعبرية وأصبحت لغة عدة ممالك نشأت في تلك المنطقة مثل حدياب والحضر والرها وتدمر والأنباط بالإضافة إلى انتشارها في معظم مدن سوريا والعراق.
بحلول القرن الأول قبل الميلاد بدأت آرامية مدينة الرها تطغى على غيرها من اللهجات الآرامية، وأصبحت هذه اللغة تسمى بالسريانية نسبة إلى منطقة نشوئها بسوريا. وقد تكرست هذه الهيمنة بظهور الرها كمركز مسيحي هام وانتشار المدارس اللاهوتية في الرها ونصيبين. وتعتبر الفترة ما بين القرن الرابع والسادس الميلادي العصر الذهبي للغة السريانية فيها ظهرت العديد من الكتابات الفلسفية واللاهوتية، وذلك بالرغم من محاولات الإمبراطورية البيزنطية فرض اللغة والثقافة اليونانية. تكتسب اللغة السريانية أهمية دينية خاصة في المسيحية، أولاً لأن يسوع قد تكلّم بالآرامية، التي تعتبر بمثابة اللغة الأم للسريانية، وثانيًا لأن العديد من كتابات آباء الكنيسة والتراث المسيحي قد حفظ بالسريانية، إلى جانب اللغة اليونانية، وفي الكنائس التي تتبع الطقس السرياني لا تزال تستخدم اللغة السريانية بشكل يومي في القداس الإلهي وعدد من العبادات الأخرى كلغة ليتورجية. وعمومًا فإن هذه الكنائس تفرض، بإلزامية متفاوتة، على أبنائها خصوصًا الإكليروس دراسة اللغة السريانية وتعلمها، كذلك تبدو اللغة السريانية هامة للمنقبين والمؤرخين في الاطلاع على الوثائق والمخطوطات القديمة التي غالبًا ما كتبت بالسريانية أو الآرامية.
اعتبرت اللغة السريانية ردحًا طويلاً من الزمن لغة العلوم والفنون والآداب، خصوصًا في مدينة الرها (أورفة حاليًا في تركيا) والتي نشأت بها بنوع خاص، أولى المدارس السريانية، وعمومًا فإن اللغة السريانية تقسم عمومًا إلى لهجتين وأبجديتين متقاربتين، الأولى السريانية الغربية نسبة إلى غرب نهر الفرات والثانية هي السريانية الشرقية نسبة إلى شرق نهر الفرات وبنوع خاص إلى الرها. تكتب اللغة السريانية بالأبجدية السريانية المؤلفة من اثنين وعشرين حرفًا تجمع في خمس كلمات: أبجد، هوز، حطي، كلمن، سعفص، قرشت. وتحوي حركات إعرابية تختلف بين السريانية الغربية والسريانية الشرقية أشهرها خمسة تفيد في المد والقصر وحروف العلة.
بدأت اللغة السريانية بالتراجع بمجيء اللغة العربية فأصبحت معظم مناطق العراق وسوريا تتحدث العربية كلغة يومية بحلول القرن العاشر الميلادي. كما ساهمت الغزوات المغولية ومجازر تيمورلنك في تراجع هذه اللغة. فآلت اللغة العربية هي اللغة الرئيسية لدى سريان المدن خلال فترة حكم الدولة العثمانية. وبالرغم من ظهور انتعاش بأواخر القرن التاسع عشر إلا أن مذابح سيفو خلال الحرب العالمية الأولى جعلت معظم سريان جنوب شرق الأناضول ينزحون إلى العراق وسوريا حيث أدت سياسة هذه الدول لاحقاً إلى فرض اللغة العربية ومنع تداول السريانية في المؤسسات التعليمية.

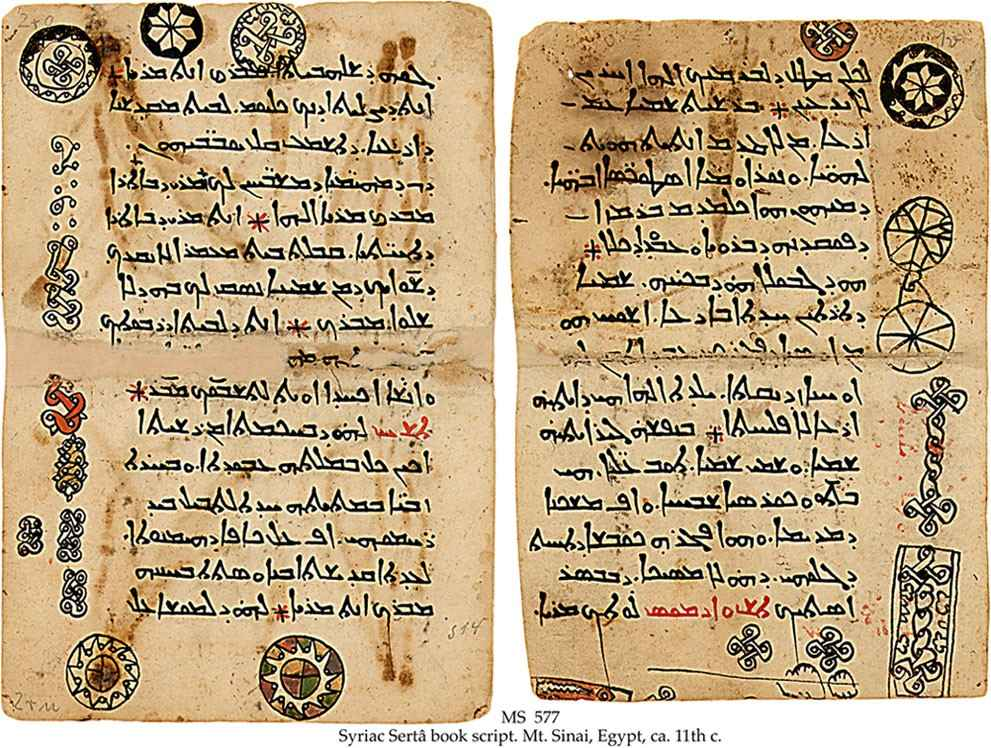
كتابة سريانية بخط السرطو تعد إلى القرن الحادي عشر.

أدى سقوط نظام صدام حسين بعد غزو العراق إلى انتشار مدارس التعليم السرياني في عدة مناطق بشمال العراق وخاصة بمنطقة سهل نينوى ومدينة دهوك وبعض القرى المسيحية في إقليم كردستان العراق. كما تُعلم السريانية بلهجتيها في بعض المدارس الحكومية بالسويد.
نظرًا لكونهم من الشعوب التي ليس لها دولة، فإن الآشوريين يتكلمون بلغات متعددة، ويتحدثون كل من لغتهم الأم ولغات المجتمعات التي يقيمون فيها. بينما فر الكثير من الآشوريين من وطنهم التقليدي مؤخرًا، لا يزال عدد كبير منهم يقيمون في البلدان الناطقة بالعربية ويتحدثون باللغة العربية إلى جانب اللغات الآرامية الجديدة والتي يتحدث بها أيضًا العديد من الآشوريين في الشتات. اللغات الأكثر شيوعًا من قبل الآشوريين في الشتات هي اللغة الإنجليزية والألمانية والسويدية. من الناحية التاريخيَّة، تحدث العديد من الآشوريين باللغة التركيَّة والأرمنيَّة والأذريَّة والكرديَّة والفارسيَّة، ولا يزال عدد أقل من الآشوريين في إيران وتركيا (إسطنبول وطور عبدين) وأرمينيا يفعلون اليوم. توجد العديد من الكلمات المستعارة من اللغات الآنفة الذكر في اللغات الآرامية الجديدة، وكانت اللغات الإيرانية والتركية الأكثر تأثيراً بشكل عام. أفادت التقارير إلى أنَّ تركيا هي الدولة الوحيدة التي تشهد زيادة سكانية للآشوريين في البلدان الأربعة التي تشكل وطنهم التاريخي، وتتألف إلى حد كبير من اللاجئين الآشوريين القادمين من سوريا وعدد أقل من الآشوريين العائدين من الشتات في أوروبا.
لا تزال اللغات الآرامية الحديثة حيّة بكافة لهجاتها وتشكل لغة مخاطبة في عدة مناطق انتشارها التاريخي، في العراق تعتبر السريانية ثالث لغة بعد العربية والكردية، وتنتشر اللهجة الشرقية بشكل أساسي بين ناطقيها مع وجود عدد من الاستثناءات، ينص دستور العراق على اعتبار اللغة السريانية لغة رسمية في المناطق التي يشكل الناطقين بها كثافة سكانية، في سوريا لا تزال اللغة السريانية حية خصوصًا في المحافظات الشمالية كحلب والحسكة، وتنتشر باللهجتين الشرقية والغربية، انعكاساً للتنوع الطائفي بين السريان، بحيث تنتشر اللهجة الشرقية بين أبناء كنيسة المشرق الآشورية والكنيسة الكلدانية في حين تنتشر اللهجة الغربية بين أبناء الكنيسة السريانية الأرثوذكسية والكنيسة السريانية الكاثوليكية. في الوقت الراهن يقتصر وجود اللغة السريانية في تركيا على عدد من القرى في طور عابدين، التي تتحدث بلهجة خاصة من السريانية الغربية تسمى بالطورويو نسبة إلى اسم المنطقة. وتنتشر السريانية كذلك في إيران في محافظة آذربیجان الغربیة بين أبناء كنيسة المشرق الآشورية والكنيسة الكلدانية الكاثوليكية، خصوصًا في مدينتي أرومية وسلماس.
تنتشر السريانية حالياً بلهجتها الشرقية والغربية في أوروبا، بشكل خاص في السويد حيث تأسست هناك صحافة ومحطات إذاعية وتلفزة ناطقة بالسريانية. وأبدت الحكومة السويدية دعمًا خاصًا لتشجيع تعلم اللغة السريانية والحفاظ عليها. كما تتواجد أعداد كبيرة نسبياً من الناطقين بالسريانية في ألمانيا وهولندا. وفي الولايات المتحدة يبلغ عدد أتباع الكنائس السريانية بحوالي النصف مليون وينتشرون بكثافة في ديترويت ضمن ولاية ميشيغان كما يشكلون نسبة كبيرة نسبياً في تورلوك حيث توجد هناك قناة تلفازية ومحطات راديو ناطقة بالسريانية.

### الأدب

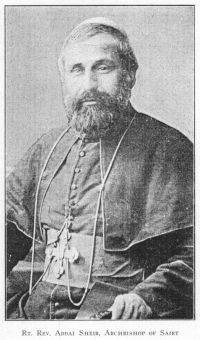
أدي شير عام 1902

تعود أقدم النصوص الأدبية الأكدية التي انتشرت في الدول المدنية الآشورية بشمال ما بين النهرين إلى الألف الثاني قبل الميلاد وكانت أغلبها نصوص حكمية وفلسفية، ومن أهم هذه الأعمال «أراد ميتنغرني» (حوار في التشائم) و-«لدلل بيل نمقي» (سأبجل رب الحكمة)، والتي تميزت بأسلوب شعري حواري بين شخصيتين رئيسيتين.
بينما يعتبر الوزير الآشوري أحيقار أول من ألف كتب الحكمة باللغة الآرامية. ويعد كتاب حكم أحيقار (حوالي 500 ق.م.) أهم ما يعزى إليه، ويحتوي هذا الكتاب على مجموعة من الأقوال والحكم بعضها ذو أصل فارسي وبابلي.
قام نبي الديانة المانوية ماني بتأليف الجزء الأعظم من كتبه باللغة السريانية. غير أن الجزء الأعظم من الأدب الآرامي/السرياني ظهر بعد انتشار المسيحية في القرن الثاني. ويعتبر برديصان (154-222) من أوائل الشعراء والفلاسفة السريان، فألف العديد من الكتب والمواعظ والمحاججات في الدفاع عن المسيحية وتفنيد بعض العقائد الغنوصية. كما يعد أفرام السرياني من أهم الأدباء المسيحيين على العموم في القرون المسيحية الأولى، حيث كتب العديد من الأشعار المسماة بال-«مِمرِ» (ܡܐܡܪܐ) وهي مستلهمة من أمور يومية وذلك لتقريبها من أذهان العامة. كما كتب العديد من التفاسير الإنجيلية التي استعملت لاحقا من قبل معظم المذاهب المسيحية. وشهد العصر الذهبي للأدب السرياني في القرنين الرابع والخامس نشوء عدة مدارس سريانية اهتمت بالاهوت والفلسفة والعلوم الطبيعية كما في الرها ونصيبين وجنديسابور. وظهرت عدة أسماء في مجال الأدب السرياني في هذه الفترة مثل نرساي ويعقوب السروجي ويعقوب الرهاوي.
كما شهدت فترة سيطرة الخلافة العربية الإسلامية ظهور أسماء هامة أخرى مثل ميخائيل الكبير (1126-1199) الذي ألف موسوعة بالسريانية تعتبر من الأهم من نوعها في العصور الوسطى، وكذلك ابن العبري الذي ألف العديد من الكتب في اللاهوت والطبيعيات لعل أهمها «زبدة العلم» (ܚܐܘܬܐ ܕܚܟܡܬܐ حوثو دحکمثو) الذي يتناول جميع العلوم المعروفة وكذلك كتاب «تاريخ مختصر الدول» بالعربية والسريانية، وهو حوليات في تاريخ الحضارات القديمة.
غير أن الكتابات بالسريانية اختفت بسقوط الدولة العباسية ولم تظهر أعمال هامة بالسريانية حتى القرن التاسع عشر عندما انتشرت عدة جرائد بالسريانية ومنها «شعاع النور» (ܙܗܪܝܪܐ ܕܒܗܪܐ زهريرا دبهرا) سنة 1849 ومن ثم تلتها «صوت الحق» (ܩܐܠܐ ܕܫܪܐܪܐ قالا دشرارا) و«الكوكب» (ܟܘܟܒܐ كخڤا) في أورميا،
كما انتشرت الجرائد السريانية بشكل أقل خلال القرن التاسع عشر في داخل الدولة العثمانية وذلك بسبب التضييق عليها، ومن أهمها «نجمة المشرق» (ܟܘܟܒ ܡܕܢܚܐ كوكب مدنحو) في آمد. كما ظهرت في نفس الفترة عدة شخصيات، خاصة من أبناء الكنيسة الكلدانية ممن قاموا بكتابة معاجم وتفاسير باللغة السريانية مثل توما أودو وأداي شير وأوجين منا وألفونس منغنا.

#### الموسيقى

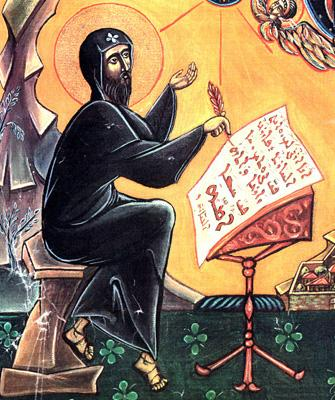
مار أفرام السرياني الملقب بقيثارة الروح.

تعود أصول الموسيقى السريانية الآشورية إلى تلك المنتشرة في بلاد ما بين النهرين قديما. وقد استخدمت فيها عدة أدوات موسيقية أهمها القيثار والكنار والعود، واستعملت غالبا في المناسبات الاجتماعية والدينية. وترقى أول محاولة لتوثيق هذه الموسيقى إلى برديصان بأواخر القرن الثاني الميلادي، حيث قام بتأليف كتاب موسيقي يحتوي على 150 قطعة موسيقية عرفت ب«مدراشي» (ܡܕܖܫܐ) بحسب المزامير المئة والخمسون. وقد قام أبنائه من بعده بتطويرها وتوسيعها. كما عمل أفرام السرياني على تهذيبها وتنظيمها فجعل كل صوت موسيقي (ܩܠܐ قالا) يبدا بردة (ܥܘܢܝܬܐ عونيثا) مختلفة وموزونة منشدة بطريقة مختلفة. ويعتقد أن هذه الموسيقى كانت ترنم من قبل كور نسائي، وغالبا ما كانت كلمات هذه الأغاني تحث المسامع على رفض الهرطقات المنتشرة، كما تطورت لاحقا فأصبحت تبجل المسيح أو مريم العذراء أو تحتوي على مقاطع من المزامير أو مراثي أرميا.
جُمعت معظم هذه الألحان في كتاب طقسي يعرف ب-«بيث كازو» (ܒܝܬ ܓܙܐ) غير أن العديد منها فقد أو أتلف أثناء مجازر سيفو ويحتوي الكتاب المختصر المستعمل من قبل الكنيسة السريانية الأرثوذكسية على ثمان منها تتطابق مع ثمان مقامات. ويعتقد أن الموشحات مشتقة أصلا من بعض هذه الألحان.
كما يوجد نوع آخر من الموسيقى غير الدينية المستعملة خلال المناسبات الاجتماعية وتمتاز بالسرعة وغالبا ما ترافقها مجموعة راقصة. وتعرف هذه الرقصات الجماعية ب-«خكا» وهي قريبة من الدبكة المنتشرة في بعض الدول العربية. وتختلف هذه الأغاني وأساليب الرقص غير أن أهمها «باگيِ» (ܒܐܓܝܐ) و«شيخاني» (ܫܝܟܐܢܝ) و«سسكاني» (ܣܣܟܐܢܝ). ومن المغنين المشهورين حديثا ليندا جورج وجان كارات وجوليانا جندو وآشور بيث سركيس. أُقيم المهرجان الدولي الأول للموسيقى الآرامية في لبنان في أغسطس من عام 2008 للشعب الآشوري دوليًا.

### الدين

صورة تعود لبدايات القرن العشرين تصور احتفالًا سريانياً في مدينة الموصل شمال العراق.

ينتمي الآشوريون/الكلدان/السريان إلى مختلف الطوائف المسيحية السريانية مثل كنيسة المشرق الآشورية، والتي يقدر أتباعها بنحو 400,000 عضو، والكنيسة الكلدانية الكاثوليكية والتي يُقدر أتباعها بحوالي 600,000 عضو، والكنيسة السريانية الأرثوذكسية والتي تضم بين 1.7 مليون عضو، منهم حوالي 500,000 آشوري الإثنية. وتضم الكنيسة السريانية الكاثوليكية على حوالي 195,765 عضو، وتضم كنيسة المشرق القديمة على حوالي 100,000 عضو. قبلت أقلية صغيرة من الآشوريين الإصلاح البروتستانتي بسبب التأثيرات البريطانية، ويتوزع الآشوريين البروتستانت على الكنيسة الإنجيلية الآشورية والكنيسة الأسقفية الآشورية وغيرها من الجماعات الآشورية الإصلاحية. في حين أن الآشوريين في الغالب مسيحيون، إلا أنه هناك بعض الملحدين الآشوريين، وما يزال البعض منهم يميلون إلى الارتباط ببعض الطوائف المسيحية السريانية من الناحية الثقافية.
وفقاً للباحث جيمس ميناهان ينقسم الآشوريين على الرغم من ارتباطهم الوثيق بدينهم المسيحي، بين عدد من الطوائف المسيحية. أكبر الطوائف هي الكنيسة الكلدانية الكاثوليكية والتي تضم حوالي 45% من مجمل الآشوريين، وتليها الكنيسة السريانية الأرثوذكسية بنسبة 26%، وكنيسة المشرق الآشورية بنسبة 19%، والكنيسة الأرثوذكسية الأنطاكية أو الكنيسة السريانية الكاثوليكية أو كنيسة المشرق القديمة بنسبة 4%، في حين يشكل أتباع الطوائف البروتستانتية المختلفة حوالي 6% من مجمل الشعب الآشوري.
يعتبر العديد من أعضاء الكنائس التالية أنفسهم آشوريين. غالباً ما تتشابك الهويات العرقية مع الدين، وهو إرث من نظام الملّة العثماني. تتميز المجموعة التالية تقليدياً بأنها تلتزم بتقاليد وثقافة المسيحية السريانية وتتحدث باللغات الآرامية الجديدة. وتنقسم إلى:
- يتبع أعضاء كنيسة المشرق الآشورية وكنيسة المشرق القديمة الطقس السريانيّ الشرقيّ ويُعرفون أيضاً باسم النساطرة
- يتبع أعضاء الكنيسة الكلدانية الكاثوليكية الطقس السريانيّ الشرقيّ ويعرفون باسم الكلدانيين
- يتبع أعضاء الكنيسة السريانية الأرثوذكسية الطقس السرياني الغربي ويعرفون باسم اليعاقبة
- يتبع أعضاء الكنيسة السريانية الكاثوليكية الطقس السرياني الغربي ويعرفون باسم اليعاقبة

خلال الإبادة الجماعية الآشورية، كان هناك عدد من الآشوريين الذين أُجبروا على اعتناق الإسلام هرباً من القتل والإضطهاد، ويقيمون في تركيا ويمارسون الإسلام لكنهم ما زالوا يحتفظون بهويتهم. يوجد عدد ضئيل من اليهود الآشوريين أيضًا.

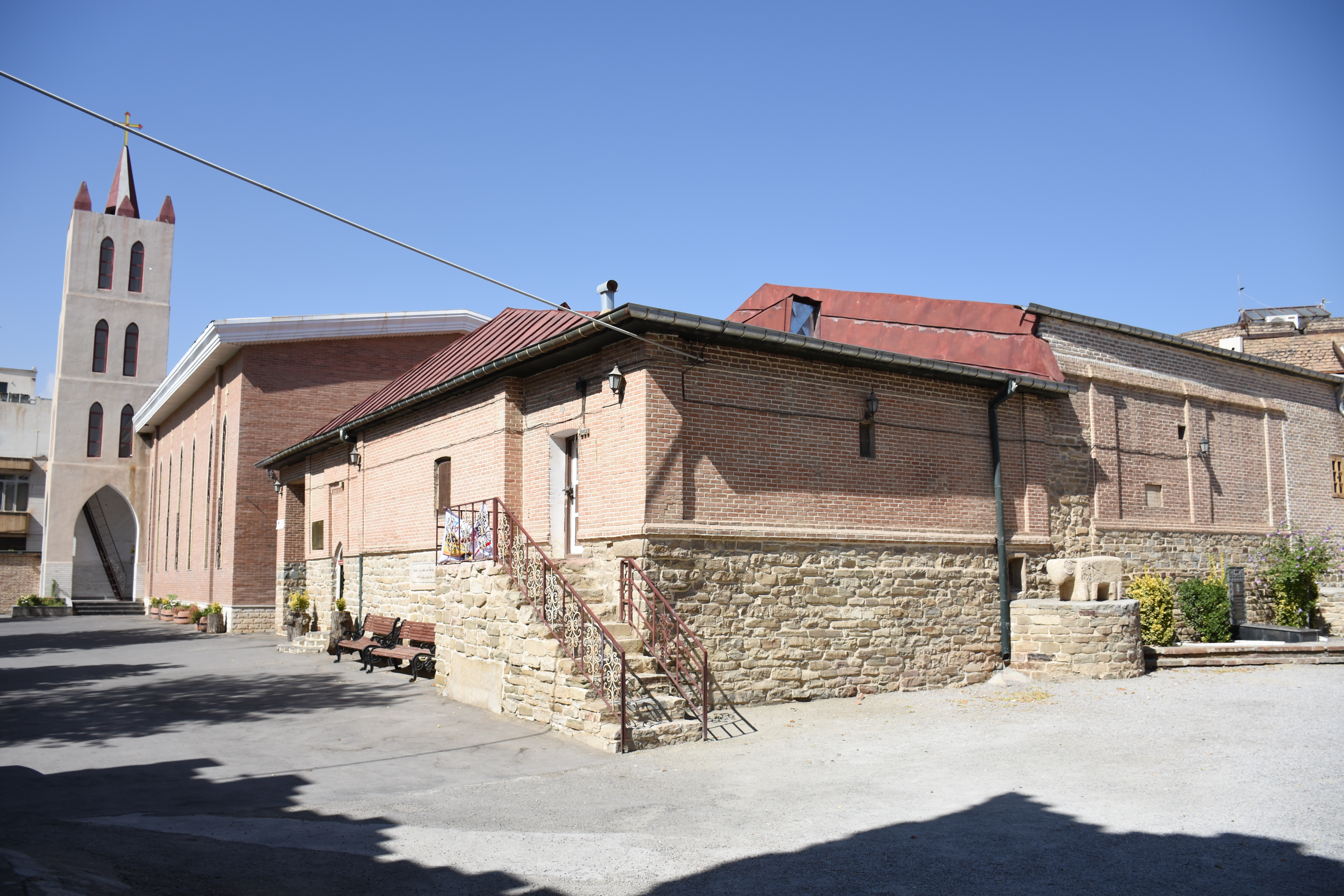
كنيسة القديسة مريم: هي كنيسة آشورية تاريخية وعريقة في مدينة أرومية بإيران.
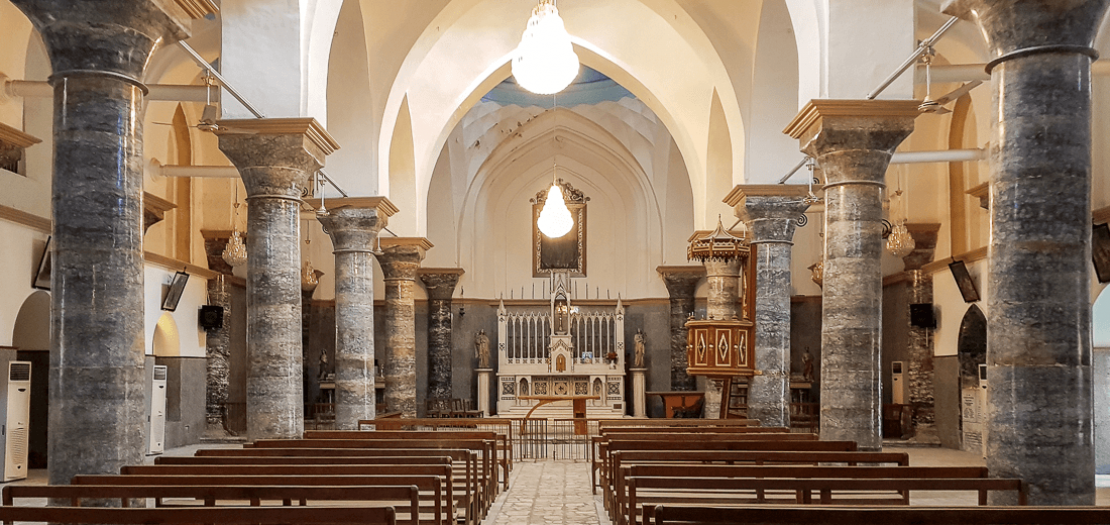
كاتدرائية سيدة الأحزان: هي كاتدرائية مقر الكنيسة الكلدانية الكاثوليكية في بغداد بالعراق.
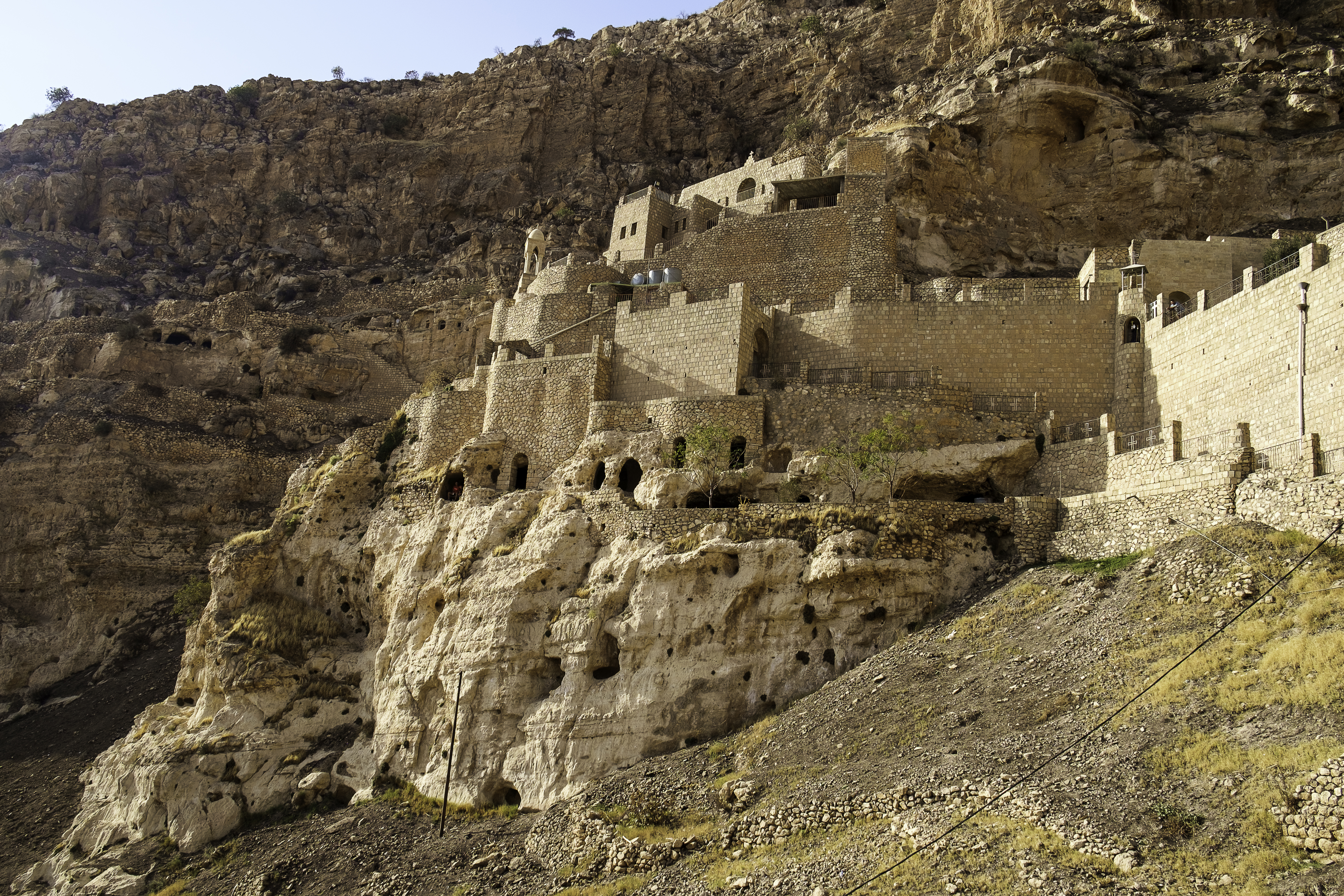
دير الربان هرمزد: هو دير يحتل مكانة مرموقة في الكنيسة الكلدانية الكاثوليكية وكنيسة المشرق في ألقوش بالعراق.
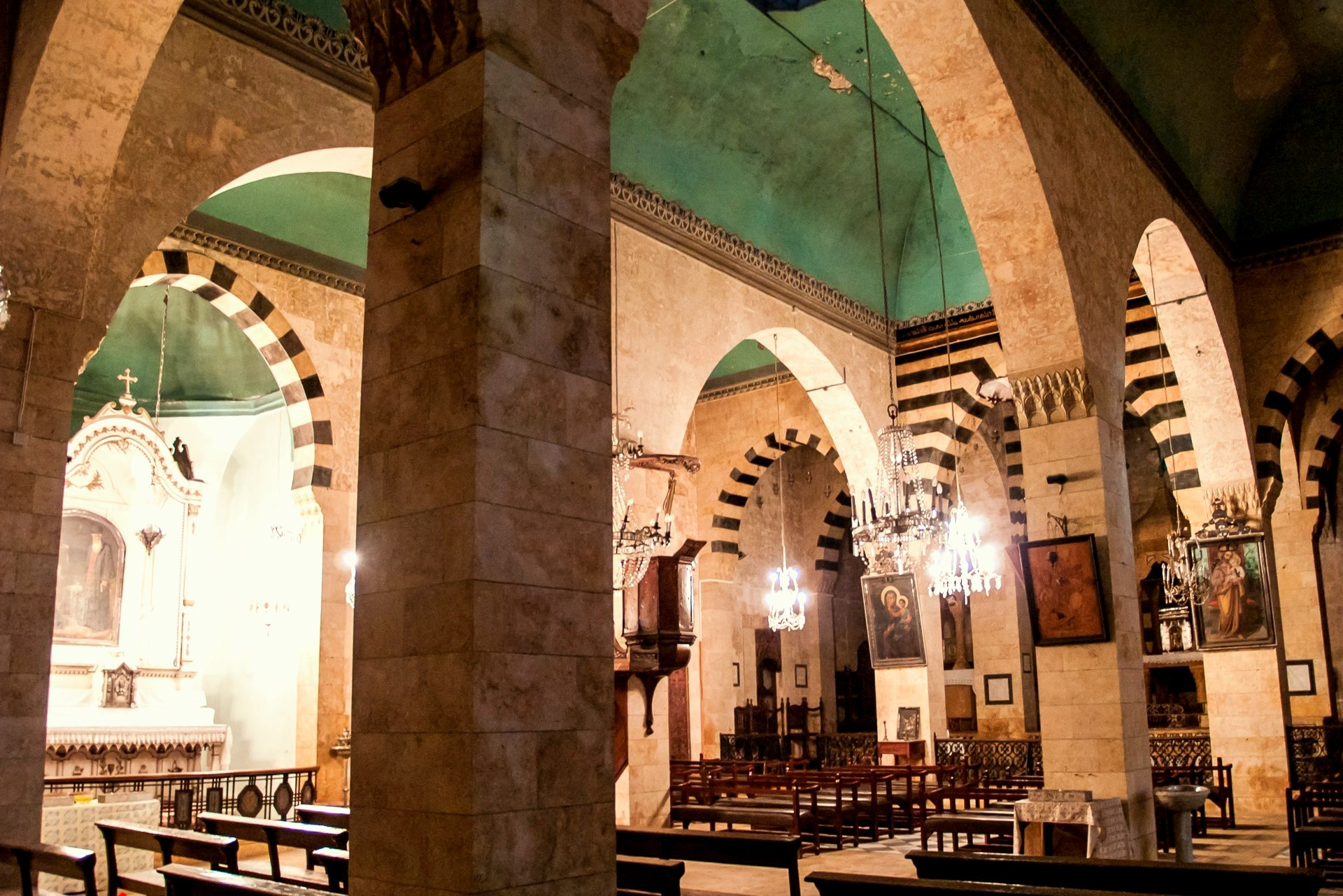
كنيسة مار آسيا الحكيم: هي كنيسة سريانية كاثوليكية في حي الجديدة بمدينة حلب في سوريا.
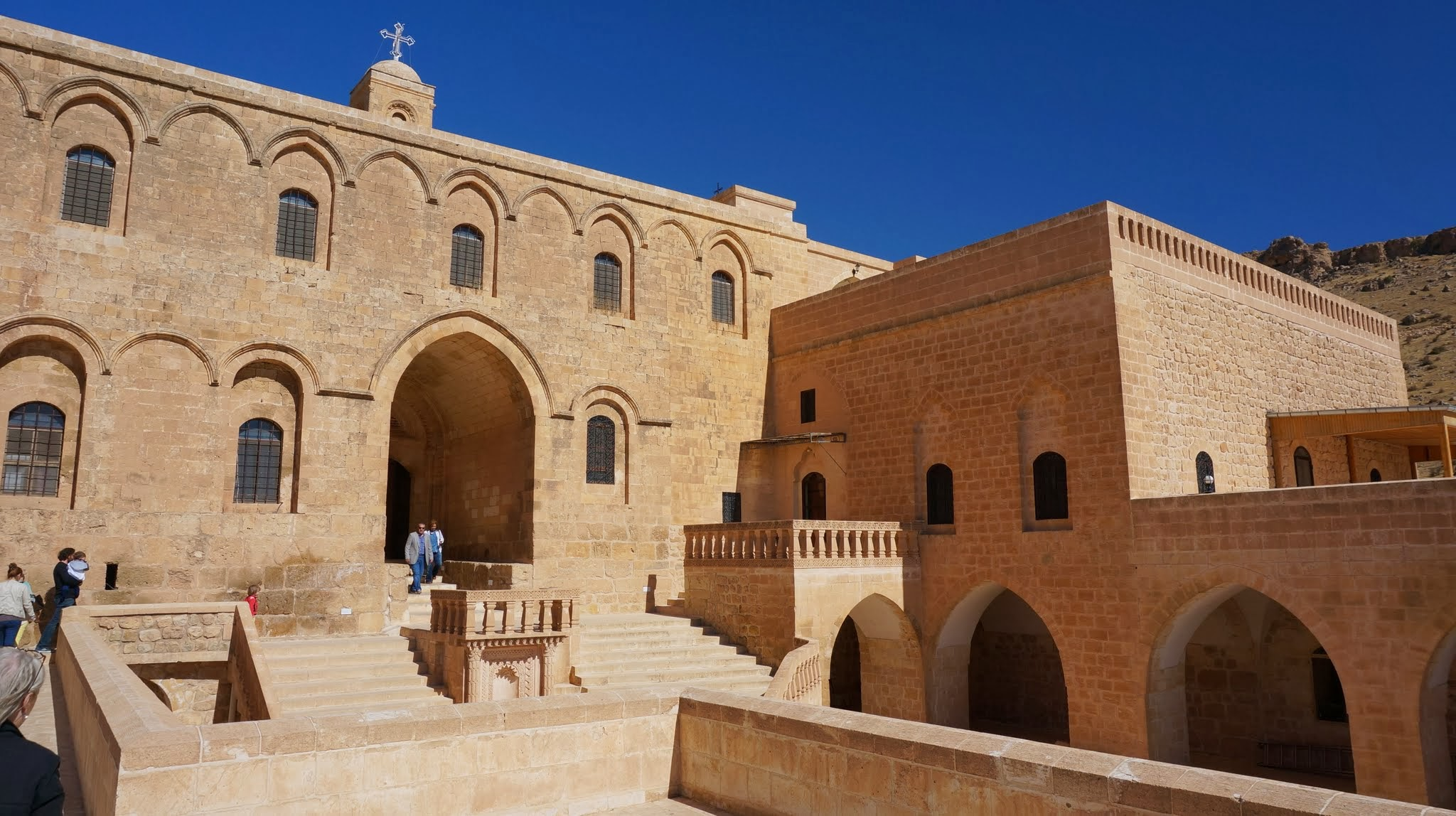
دير الزعفران: هو دير ومركز تاريخي وثقافي سرياني أرثوذكسي هام في طور عبدين بتركيا.

### المطبخ

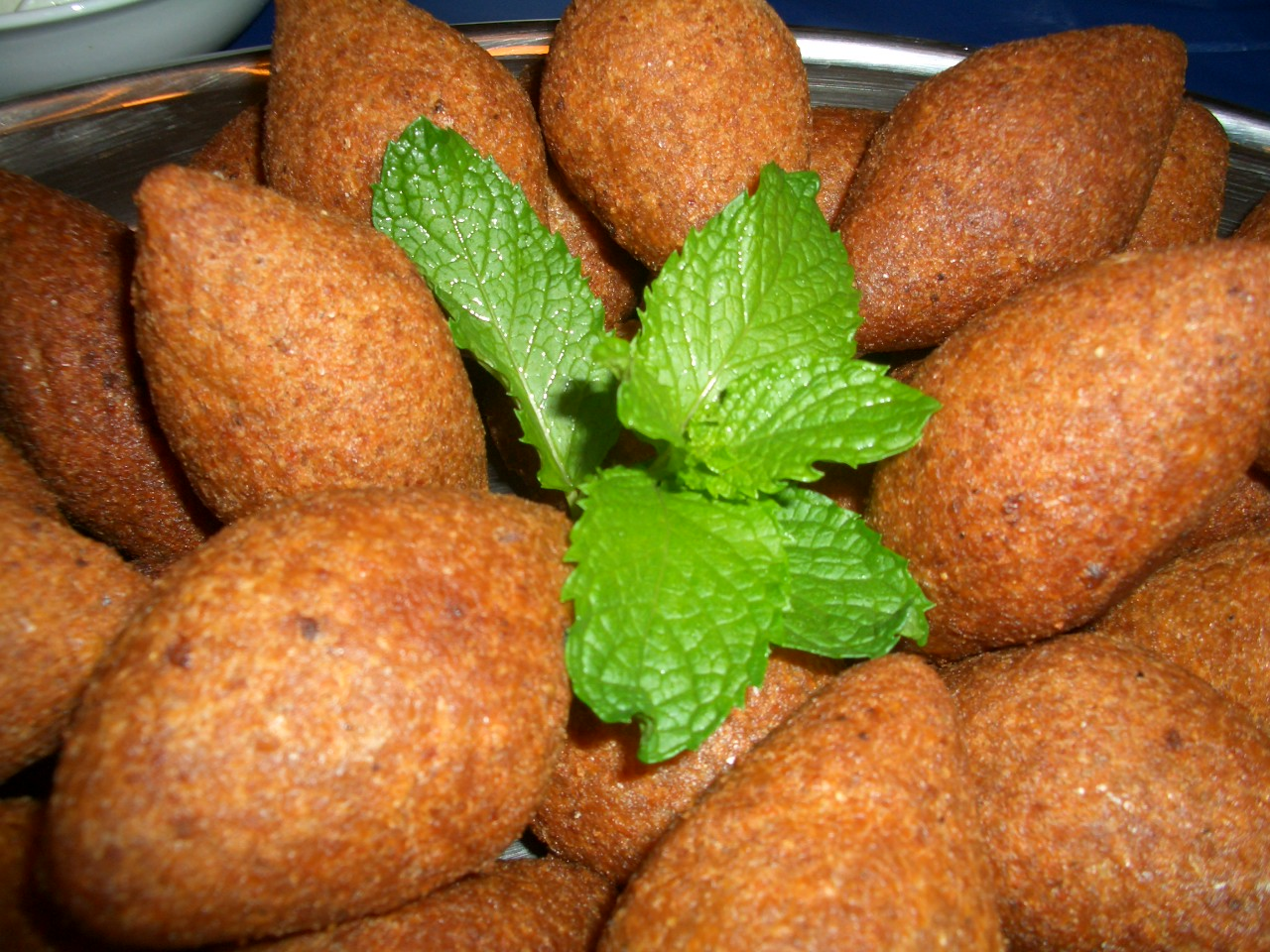
الكبة من أبرز أطباق المطبخ الآشوري.

يتألف المطبخ الآشوري/السرياني/الكلداني من مجموعة واسعة من الأطعمة التي يعدها الآشوريون/السريان/الكلدان في تركيا وإيران والعراق وسوريا أو في أي مكان في العالم في المهجر. يشبه هذا المطبخ المأكولات الشرق أوسطية الأخرى مثل المطبخ التركي والمطبخ الشامي والعراقي والأرمني والإيراني، حيث تشبه معظم الأطباق الآشوريَّة مأكولات وأطباق المنطقة التي يعيش فيها الشعب الآشوري/السرياني/الكلداني.
المطبخ الآشوري/السرياني/الكلداني غني في الحبوب واللحوم والطماطم، والبطاطس. عادةً ما يُقدم الأرز مع كل وجبة مصحوبة بالحساء الذي يسفك عادة فوق الأرز. وعادة ما يُشرب الشاي في جميع الأوقات من اليوم مصاحبًا مع وجبات الطعام، أو كمشروب الاجتماعي. تتشابه نمط الأطعمة والمأكولات في المطبخ الآشوري مع تلك التي تنتشر في المحيط في الشرق الأوسط، ومنها الشاورما والشيش برك وتعتبر الكبة، والورق دوالي، والكباب من أشهر مأكولات المطبخ الآشوري/السرياني/الكلداني والتي تعتمد على اللحم بشكل أساسي، هناك المحاشي بأنواعها المختلفة أيضًا تعتمد على اللحم. أما الأطعمة التي لا تعتمد على اللحوم جزئيًا أو كليًا والتي تؤكل بشكل خاص في أيام الصوم الكبير، فهي بدورها تقدم عادة ضمن الفطور، يمكن أن يذكر من ضمنها الفتة والفلافل والفول والحمص والبوريك، ولعلّ الفتوش والتبولة. أما الحلويات، فهي تقسم بين ما هو معروف باسم الحلو العربي كالكنافة، والقطايف، والعصيدة، والزلابية وراحة حلقوم.
على خلاف المجتمعات الإسلامية واليهودية في الشرق الأوسط يتضمن مأكولات المطبخ الآشوري/السرياني/الكلداني لحم الخنزير إذ لا توجد لدى أغلبية الطوائف المسيحية موانع بأكله.

## الدراسات الجينية وعلم الأنثروبولوجيا
في أواخر عام 2017 قام مجموعة باحثين من جامعة هارفارد وجامعات أخرى بعمل دراسة جينية حول السلالة الذكرية لسكان العراق، وتمت الدراسة على 500 متطوعا ينتمون لخمس عرقيات تسكن في شمال العراق، كان من بينهم 86 متطوعا من السريان، وكانت نتائجهم الجينية على النحو التالي:
| السلالة الذكرية | النسبة المئوية |
| --------------- | -------------- |
| R1b             | 30.23%         |
| T               | 17.44%         |
| j2a1b           | 15.12%         |

## طالع أيضًا
- لغة سريانية
- مسيحية سريانية
- مذابح آشورية